# Stadtbefestigung Lechenich

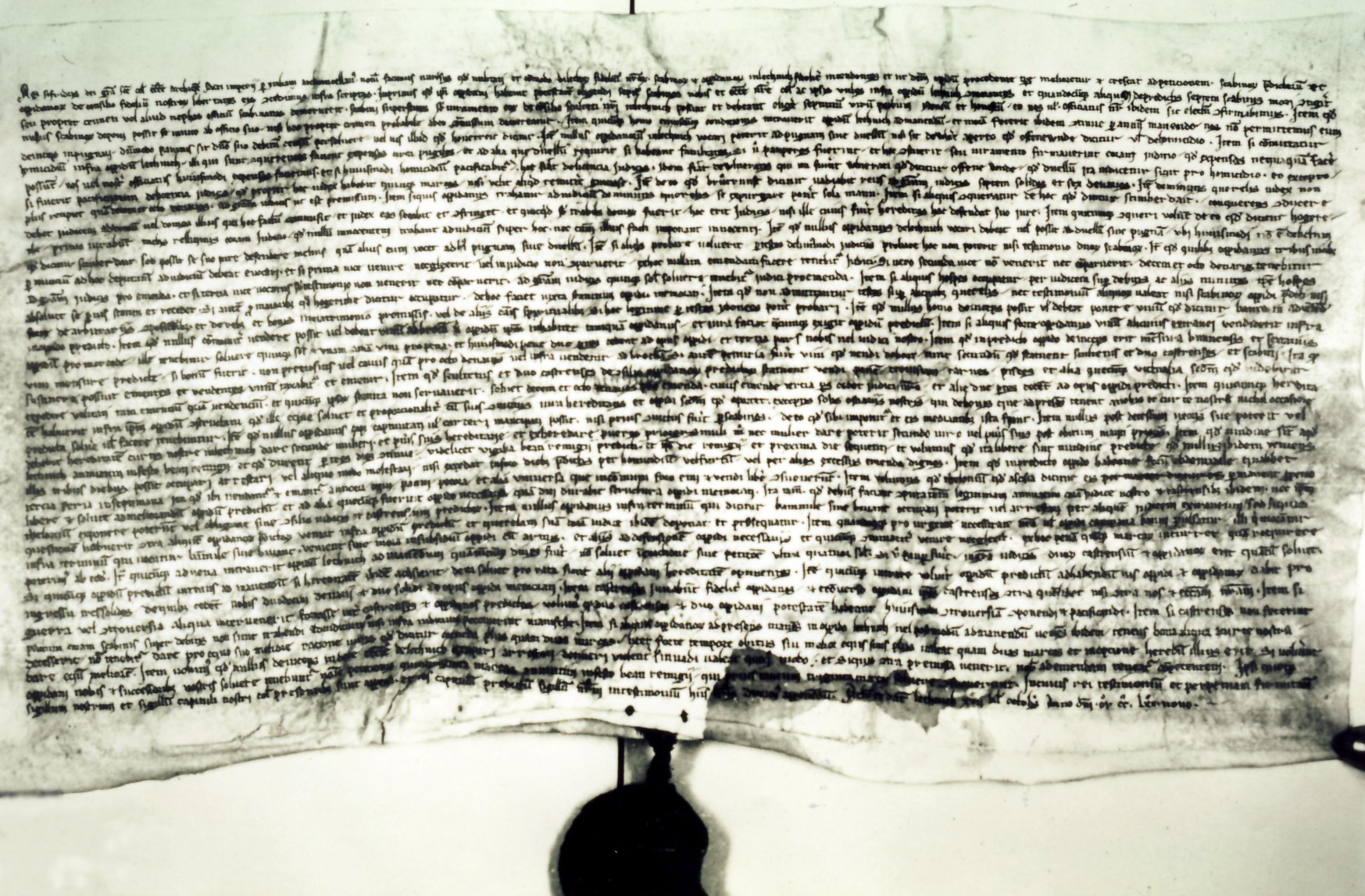
Stadtrechtsurkunde vom 15. September 1279

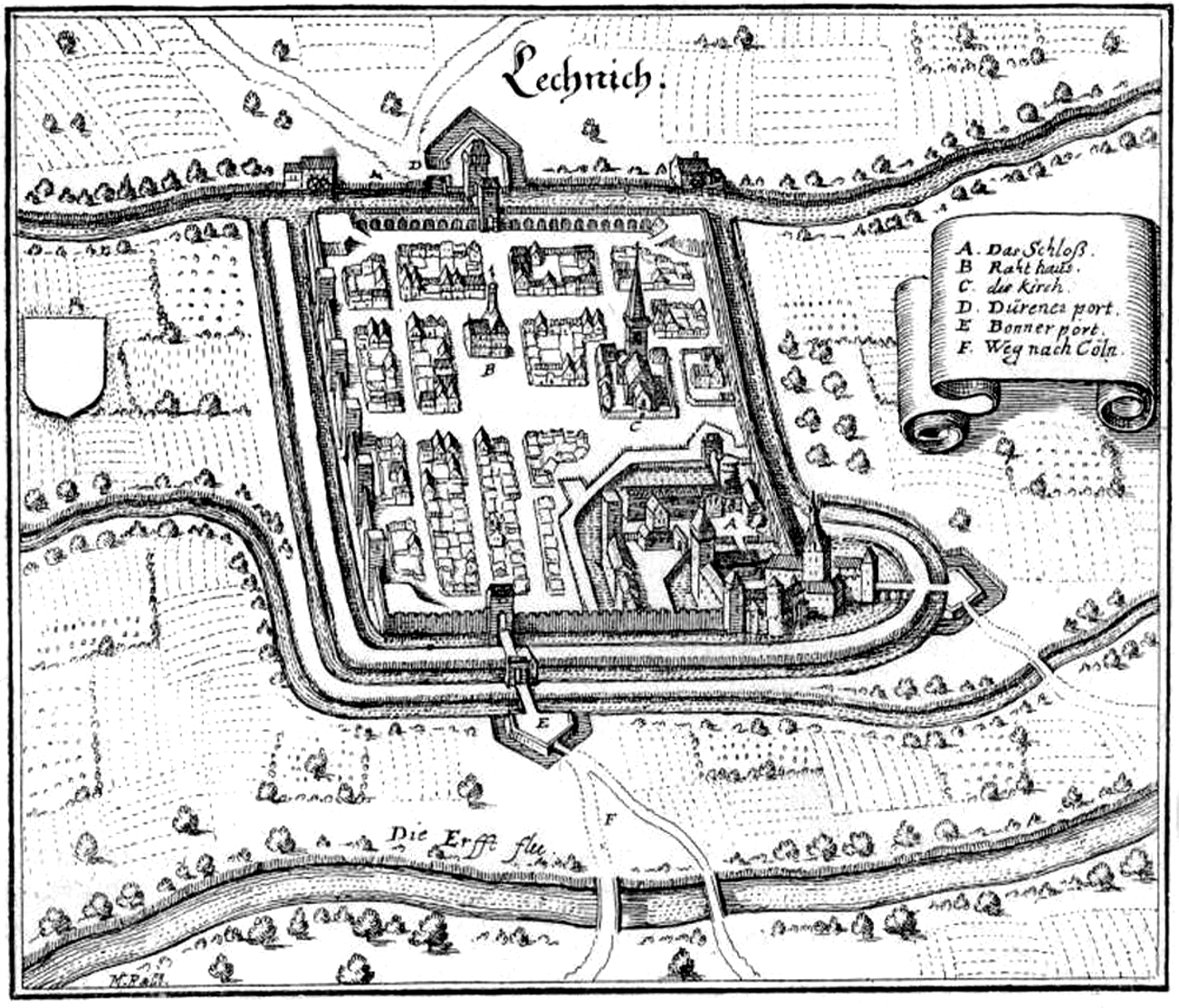
Lechenich nach einer Ansicht von Matthäus Merian aus dem Jahr 1646

Die Stadtbefestigung Lechenich des heutigen im Rhein-Erft-Kreis gelegenen Stadtteiles von Erftstadt-Lechenich entstand in spätmittelalterlicher Zeit. Sie umfasste ein Areal von etwa 375 m × 450 m, also etwa 17 Hektar. Die zwischen 1250 und 1350 errichtete Befestigungsanlage erlebte in den folgenden Jahrhunderten Zerstörungen und Wiederaufbau. Heute ist sie nur noch durch ihre restaurierten Torbauten und partielle Restmauerstücke in ihrem Grundriss nachvollziehbar.

## Geschichte

### Gründe zur Befestigung
Die etwa 20 km westlich von Köln gelegene Ansiedlung Lechenich lag ungeschützt im Südwesten der alten erzbischöflichen Burg. Eine weitere Ansiedlung bestand auf dem Areal des Kölner Stiftes St. Aposteln am heutigen Marktplatz an der Bonn-Aachener Heerstraße, an der durch erzbischöfliche Zöllner (telonearius) Zoll erhoben wurde.
Die Planung des Bauherren, des Kölner Erzbischofs Konrad von Hochstaden sah einen Neubau an einer besser zu verteidigenden Stelle vor, die dann zusätzlich mit einer sichernden Stadtmauer umgeben werden sollte. Ausschlaggebend für den Neubau war die Marktsiedlung und ihre für die Verteidigung geeignete Lage zwischen dem Rotbach und dem Mühlenbach.
Der Ausbau dieser Siedlung zur befestigten Stadt, deren Marktplatz 1256 als „forum“ bezeichnet wurde, begann nachdem der Erzbischof in einem Gütertausch mit dem Apostelnstift alle Rechte an sich gebracht hatte. Mit dem Ausbau verbunden wurde die Auflassung der alten Siedlung in der Nähe der erzbischöflichen Burg und der schrittweisen Umsiedlung dortiger Bewohner in die entstehende Stadt. Diese Maßnahmen wurden 1271 abgeschlossen. Bei der Verleihung städtischer Privilegien im Jahr 1279 durch Erzbischof Siegfried von Westerburg war die Stadtmauer, zu deren Bau Bruchstein, Tuff- und Trachytgestein verwendet wurden, noch unvollendet.
In der Stadtrechtsurkunde wurden die Bürger bei drohender Gefahr zur Unterstützung der Burgmannen bei der Verteidigung der Stadt verpflichtet. Die Einkünfte aus der Akzise erhielten die Bürger mit der Auflage, die Gelder für den Aufbau und die Unterhaltung der Stadtmauern zu verwenden, solange dieser Bau andauern werde (quamdiu structura opidi durabit).

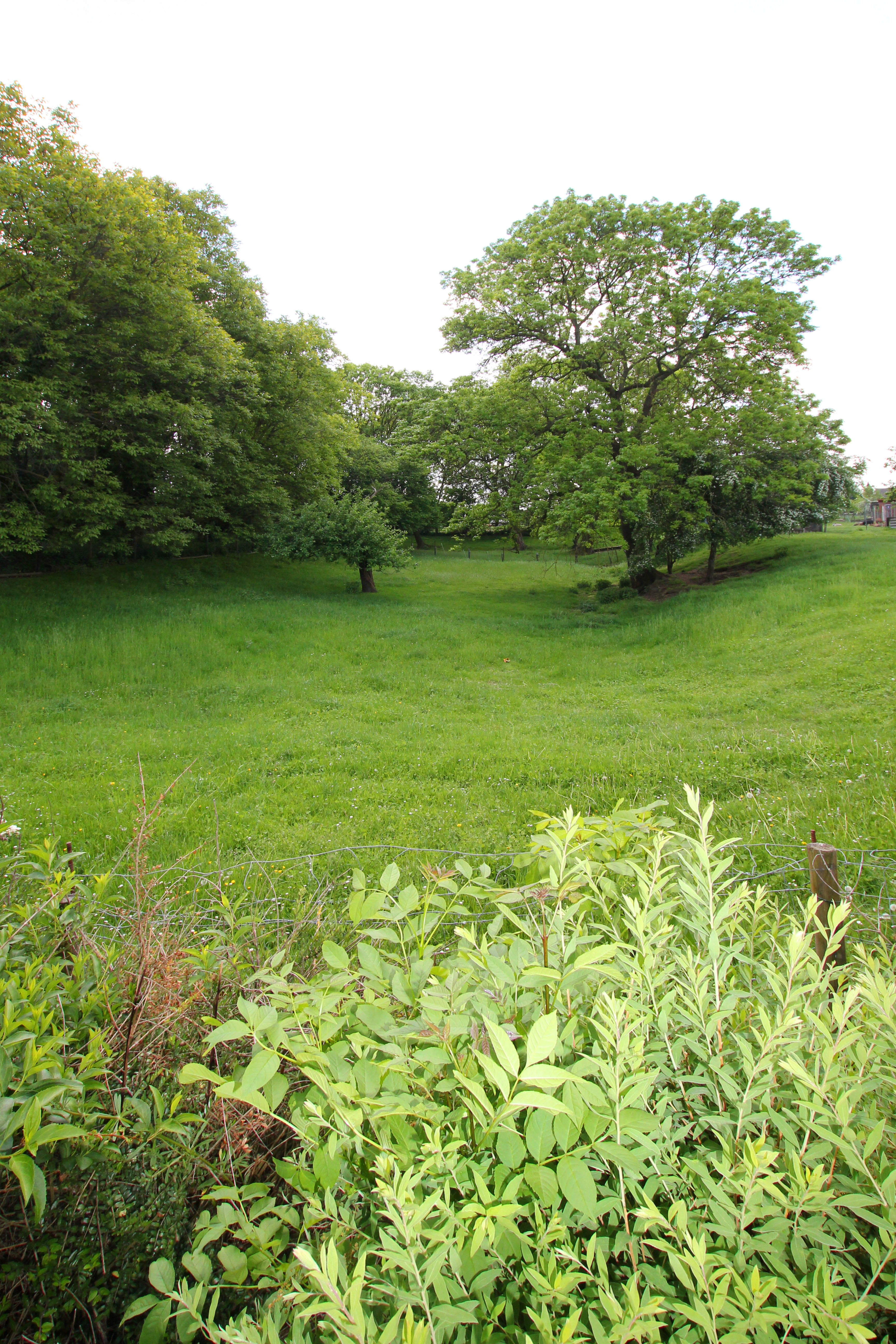
Heutiges Gelände der ersten Burg

### Mittelalterliche Befestigung
Die Zerstörung der alten Burg 1301 gab Erzbischof Heinrich von Virneburg 1306 den Anlass zum weiteren Ausbau der Stadt auf einem rechteckigen Areal unter Einbeziehung einer neuen Burg, die unter seinen Nachfolgern Walram von Jülich und Wilhelm von Gennep vollendet wurden. Eine Burg und Stadt sichernde Stadtmauer aus starkem Mauerwerk und dieser vorgelagerten breite Wassergräben gewährten gute Verteidigungsmöglichkeiten. Burg und Vorburg waren zusätzlich von einer Mauer umgeben, und so durch einen inneren und einem äußeren Mauerring geschützt. Stadt und Burg bildeten als „Stadt und Schloss Lechenich“ eine Einheit, sodass Lechenich auch als Stadtburg bezeichnet wird.

#### Stadtmauer
Die älteren Mauern bestanden aus Bruchstein, die im 14. Jahrhundert errichteten Mauern aus Ziegeln. Sie waren an der Innenseite über den Bögen mit einem an den Mauern entlang verlaufenden Wehrgang ausgestattet. In den nördlichen und westlichen Ecken der Stadtbefestigung waren leicht erhöhte Bastionen angelegt, die südliche Seite war nach Merian durch fünf Wachttürmchen geschützt. Diese Holztürme mussten in zeitlichen Abständen ersetzt werden. Die Bastionen wurden als Burglehen vergeben.

##### Verlauf der Mauer
Gestützt auf die älteste verfügbare Darstellung der Lechenicher Befestigungsanlage und den noch heute erhaltenen Mauerresten in Teilbereichen des Gesamtverlaufs, sowie diversen Erwähnungen in Urkunden, lässt sich der Verlauf der mittelalterlichen Umfassungsmauer wie folgt beschreiben.
Die östliche Stadtmauer verlief als Verlängerung der Schlossmauer nach Süden und integrierte das Bonner Tor. Von dort weiter in südlicher Richtung, dann nach Westen abknickend entlang des nach einem dortigen Hof benannten Straße Zehntwalles bis zur Südwestecke der Stadt. In Gegensatz zu den Teilbereichen der Ost-, West- und Nordseite zeigt die Südflanke der Befestigung in der Zeichnung Merians fünf in regelmäßigen Abstände errichtete rechteckige, die Mauer selbst leicht überragende Türme. Vor der schon sehr früh errichteten Getreidemühle wandte sich die Umfassungsmauer entlang der heutigen Straße auf dem Graben nach Norden und führte zum dort in ihr errichteten Herriger Tor. Seitlich von diesem verlief die Mauer entlang des heutigen Schlosswalles bis in die Höhe der „Unteren Mühle“, um dort im Nordwesten nach Osten abzuknicken und nahm ihren Verlauf (die heutige nach Konradsheim führende Frenzenstraße überquerend) entlang der jetzigen Schloßstraße (vormals auch Schlosswall) zur dort in der Nordostecke der Gesamtbefestigung errichteten Burganlage an der sie in deren Mauer überging.

#### Stadttore
Die Lechenicher Torbauten erhielten im Lauf ihrer Geschichte unterschiedliche Namen, die jedoch immer auf das Ziel des an ihnen beginnenden und weiterführenden Weges verwiesen. So nannte man das heute nach dem benachbarten Stadtteil Herrig führende Herriger Tor 1371 „Harger portze“ und im 17. Jahrhundert war es die „Dürener Port“. Das heutige Bonner Tor wurde 1357 als „bunre portze“ urkundlich erwähnt und verwies auf die ehemaligen Krönungsstraße, die Landstraße nach Bonn.

##### Bonner und Herriger Tor
Nachdem die schon entstandenen Befestigungen des 13. Jahrhunderts um 1301 mit der alten Burg zerstört worden waren, entstand in einem erneuten Ansatz eine Stadtbefestigung. Ob die beiden Torbauten der Umfassungsmauer zeitgleich mit dieser oder zuerst errichtet wurden, ist nicht bekannt. Spätestens unter den Fürstbischöfen Walram von Jülich († 1349) beziehungsweise seinem Nachfolger Wilhelm von Gennep († 1362), die die Umfassungsmauer vollendeten, müssen sie bestanden haben. Die Ersterwähnung das Herriger Tores erfolgte im Jahr 1371 nach der des Bonner Tores im Jahr 1357. In dieser Urkunde wurde anlässlich einer Landvermessung angeführt: „Das Weizenfeld ist 226 Morgen groß und liegt vor dem Tor von Lechenich, das Bonner Tor (bunre portze) genannt wird zwischen der öffentlichen Straße und dem Wald Eilau“.
Die geradlinig verlaufende Heerstraße, die etwa mittig die Stadt durchquerte, bildete mit dem östlichen und westlichen Stadttor eine Achse. Sie waren, abgesehen von der so genannten „Brier portze“, der späteren „Bungarts“ Pforte im Norden des Schlosses, die einzigen Zu- und Ausgänge der befestigten Stadt. Nach der nicht weiter belegten Zeichnung Merians auf einem Kupferstich handelte es sich zu diesem Zeitpunkt um Doppeltore, bei denen den Haupttoren landseitig ein von einer Zugbrücke überspannter Graben folgte, dem ein kleineres Vortor wie sie bei Zwingeranlagen üblich waren, vorgelagert worden war.

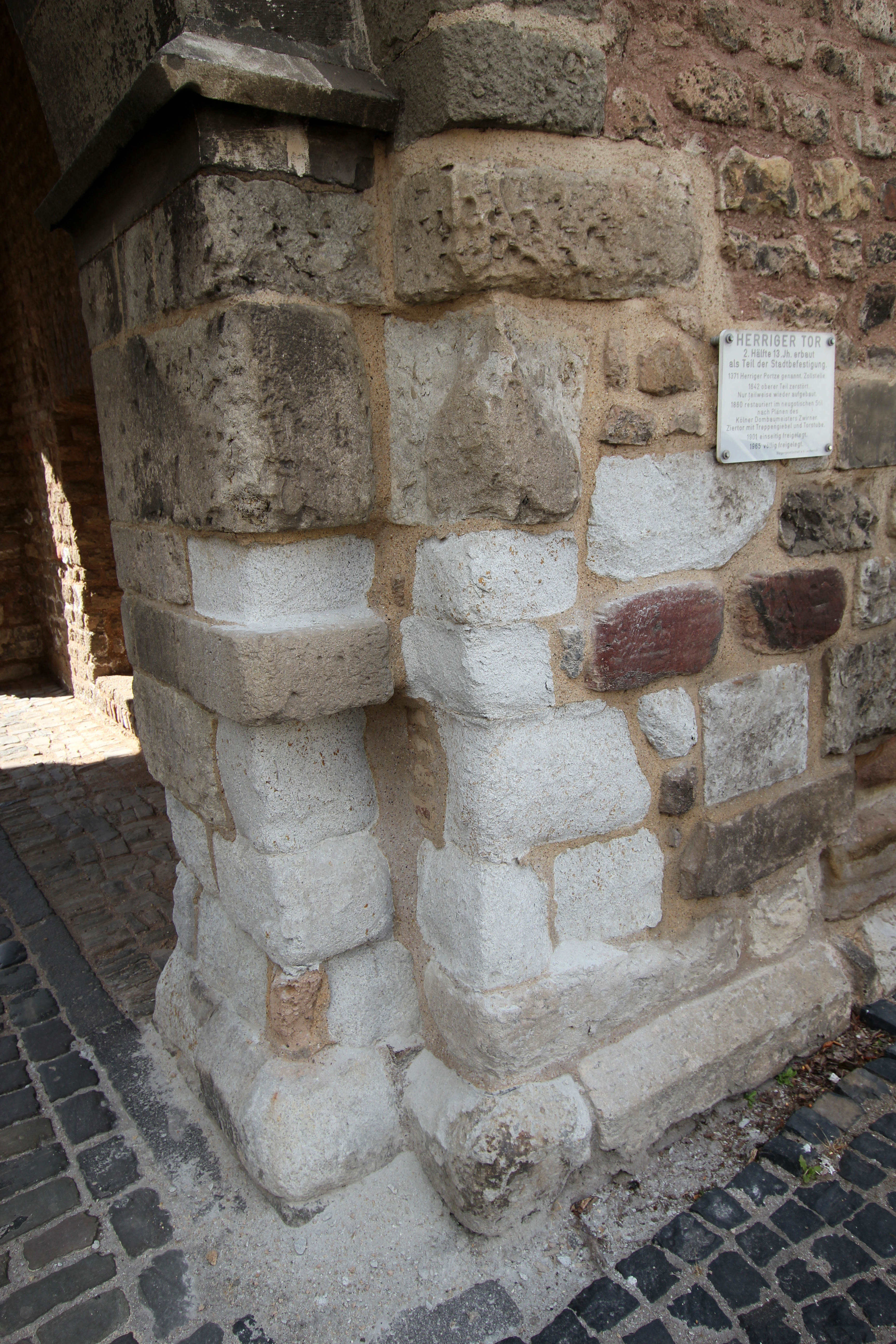
Ältestes Mauerwerk
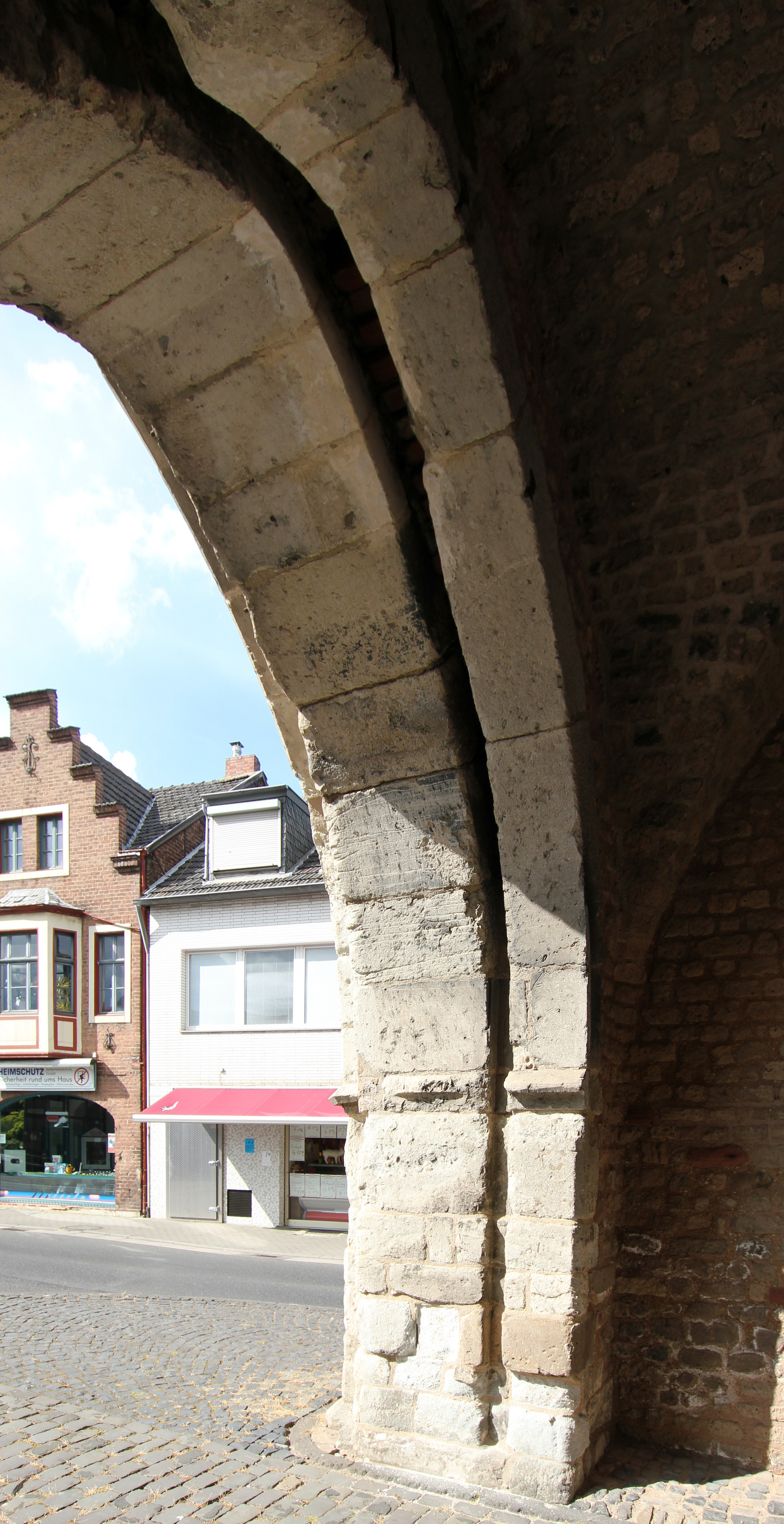
Führungsschlitz des Fallgitters
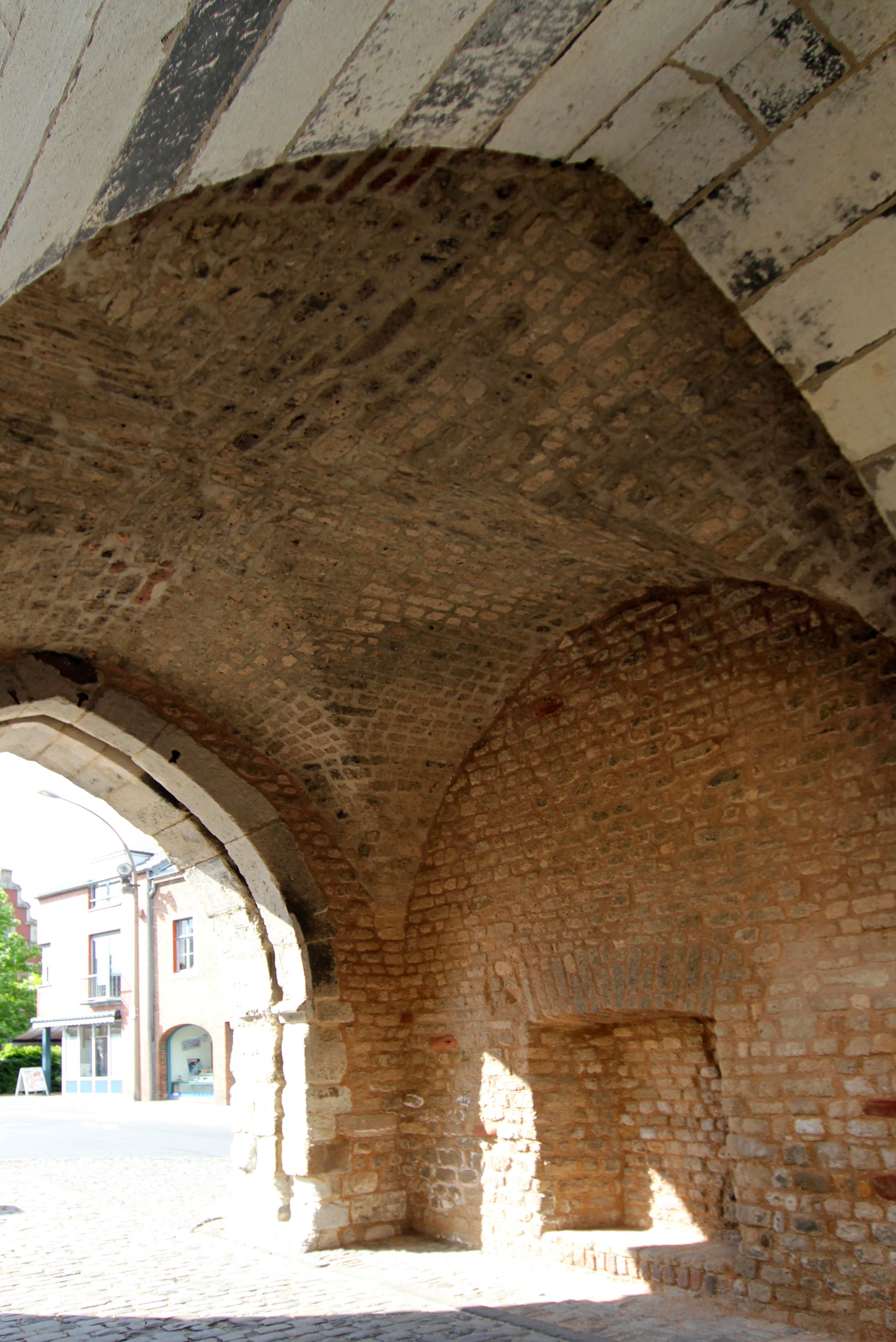
Kreuzgratgewölbe
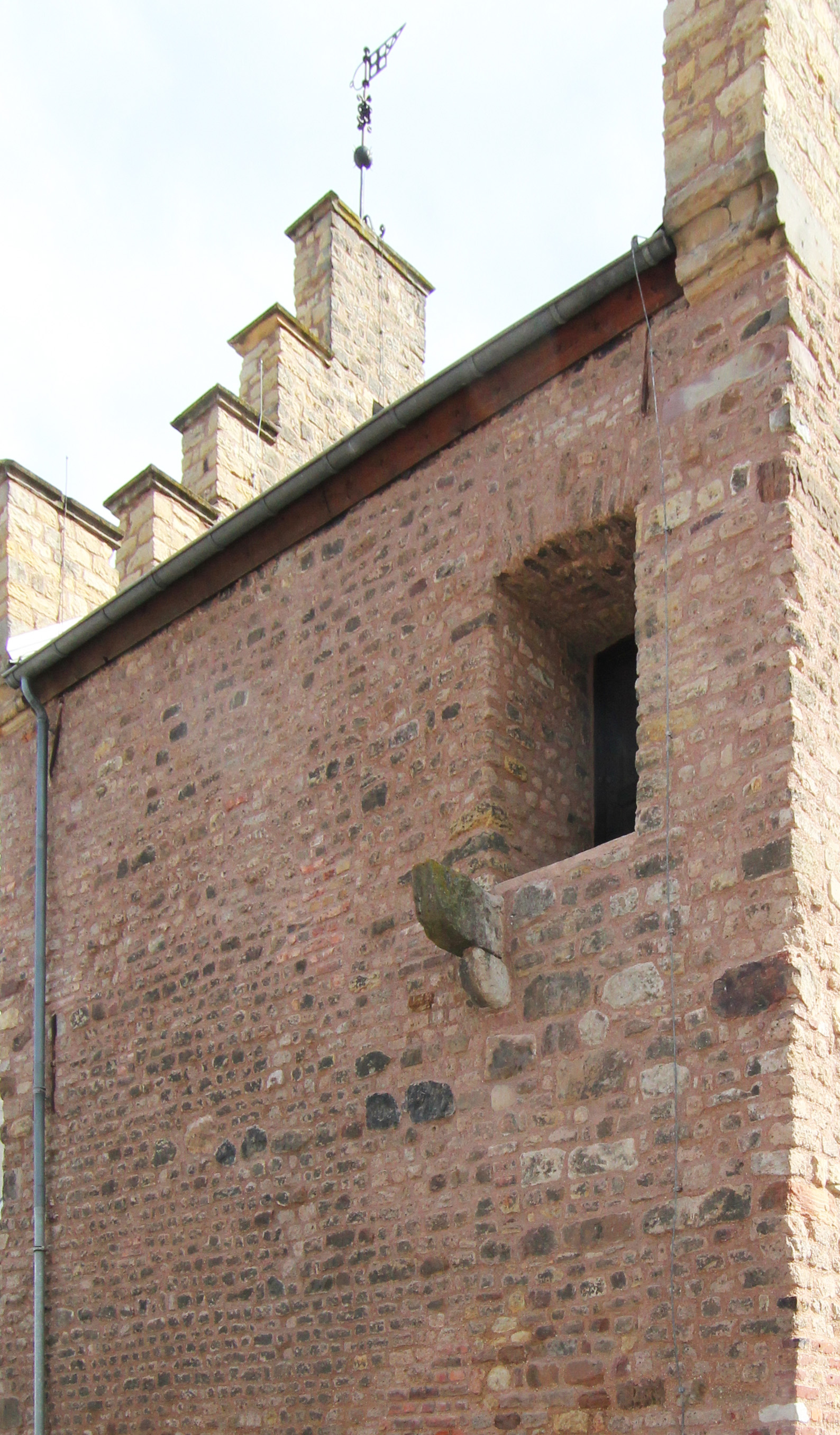
Kragstein, die Wandung des offenen Zugangs verdeutlicht die Mauerstärke

Die inneren, von der Mauer eingefassten, massiveren Torbauten waren durch ein im Torbogen angeordnetes Fallgitter gesichert, das bei überraschenden Angriffen schnell herabgelassen werden konnte, da das Hochziehen der schweren Brücke einige Zeit beansprucht hätte.
Der Eingang zur Stadtseite wurde mit an Kragsteinen hängenden Holztoren, so genannten „Reyportzen“ verschlossen, deren Halterungsstellen in dem heutigen Mauerwerk noch nachvollziehbar sind. Es war Aufgabe der Torwächter, die Tore zu festgesetzten Zeiten zu öffnen und zu schließen und sie bei Gefahr geschlossen zu halten.
In der Nähe der Tore war jeweils eine Zollstelle eingerichtet, an der Händler einen Warenzoll und Reisende Wegezoll zu entrichten hatten.

#### Grabensystem
Das Grabensystem bestand aus den natürlichen Fließgewässern, dem Rot- und dem Mühlenbach, und den zusätzlich vom Mühlenbach gespeisten angelegten Gräben, die als zusätzliche Sicherung die gesamte Anlage umliefen.

Teilbereiche des ehemaligen Grabensystems
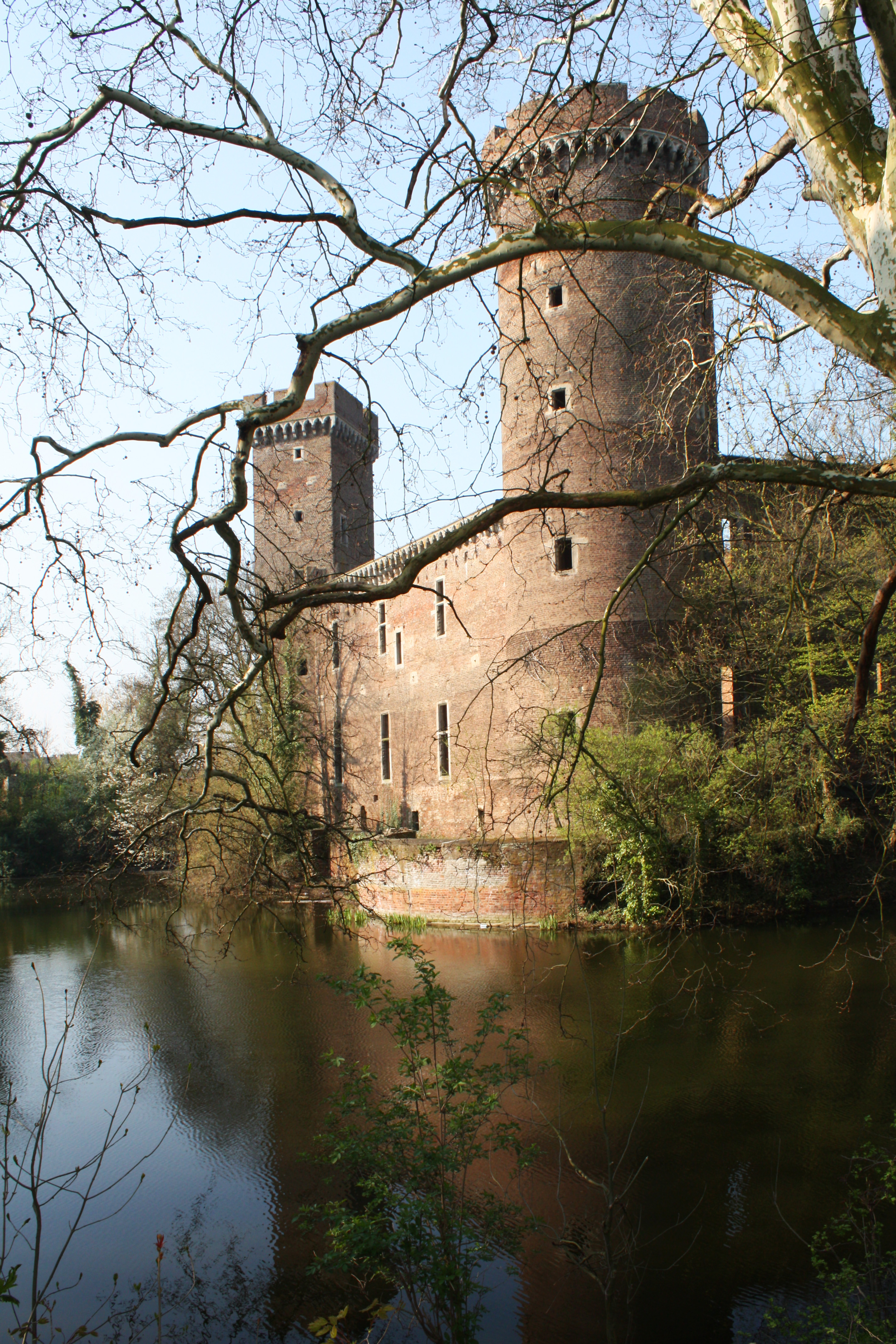
Teil des Schlossgrabens
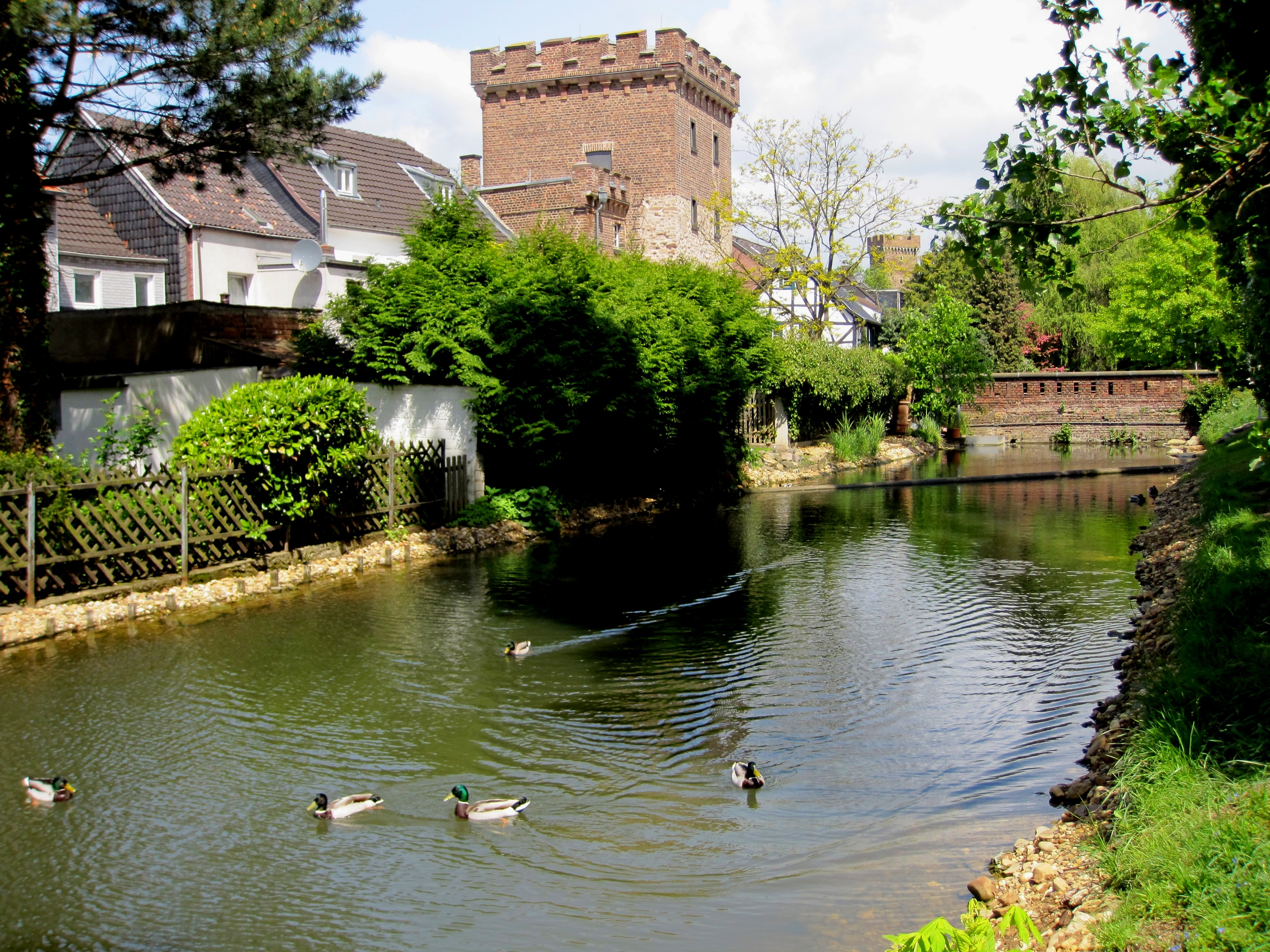
Stadtgraben am Bonner Tor
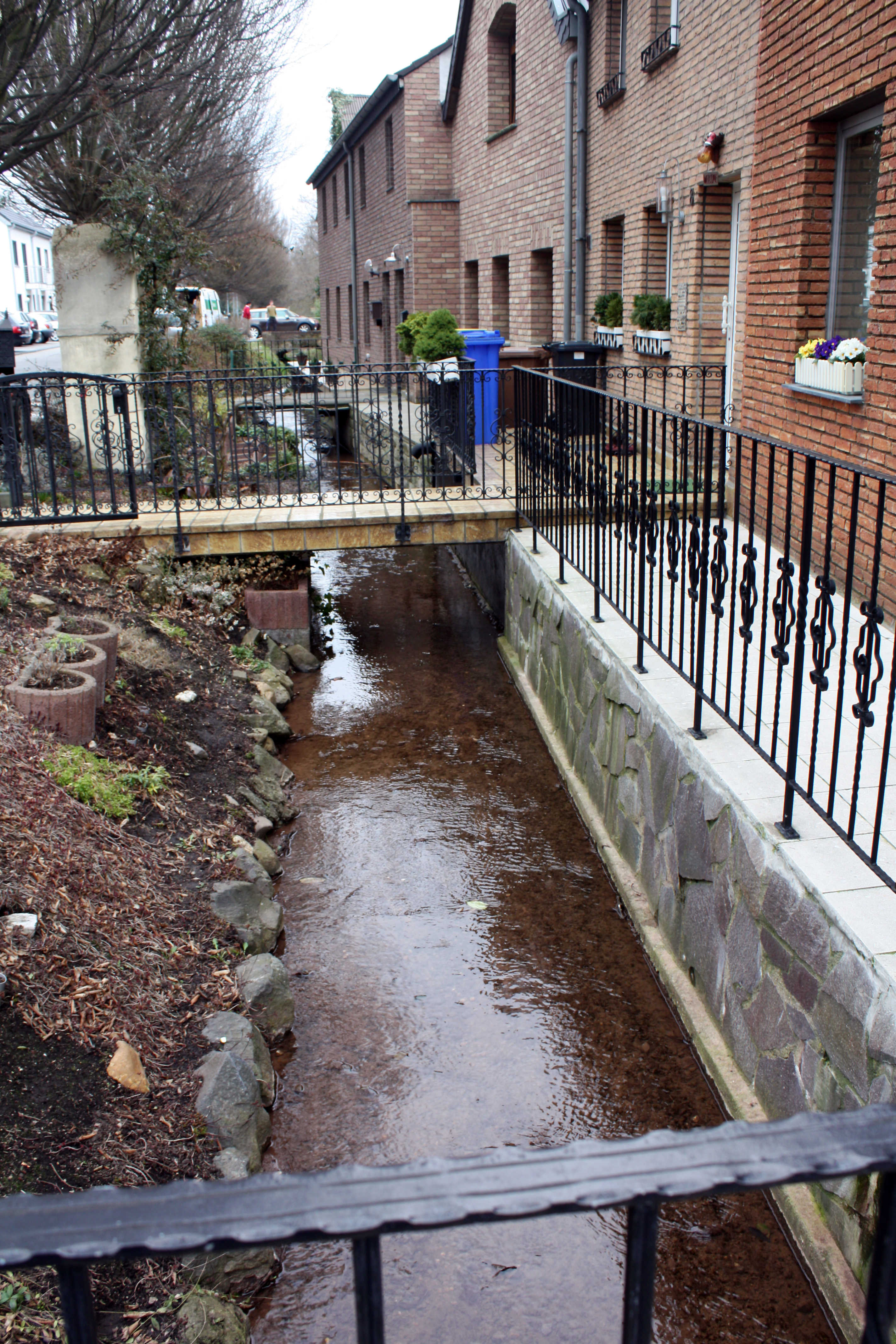
Mühlenbach an der Westseite
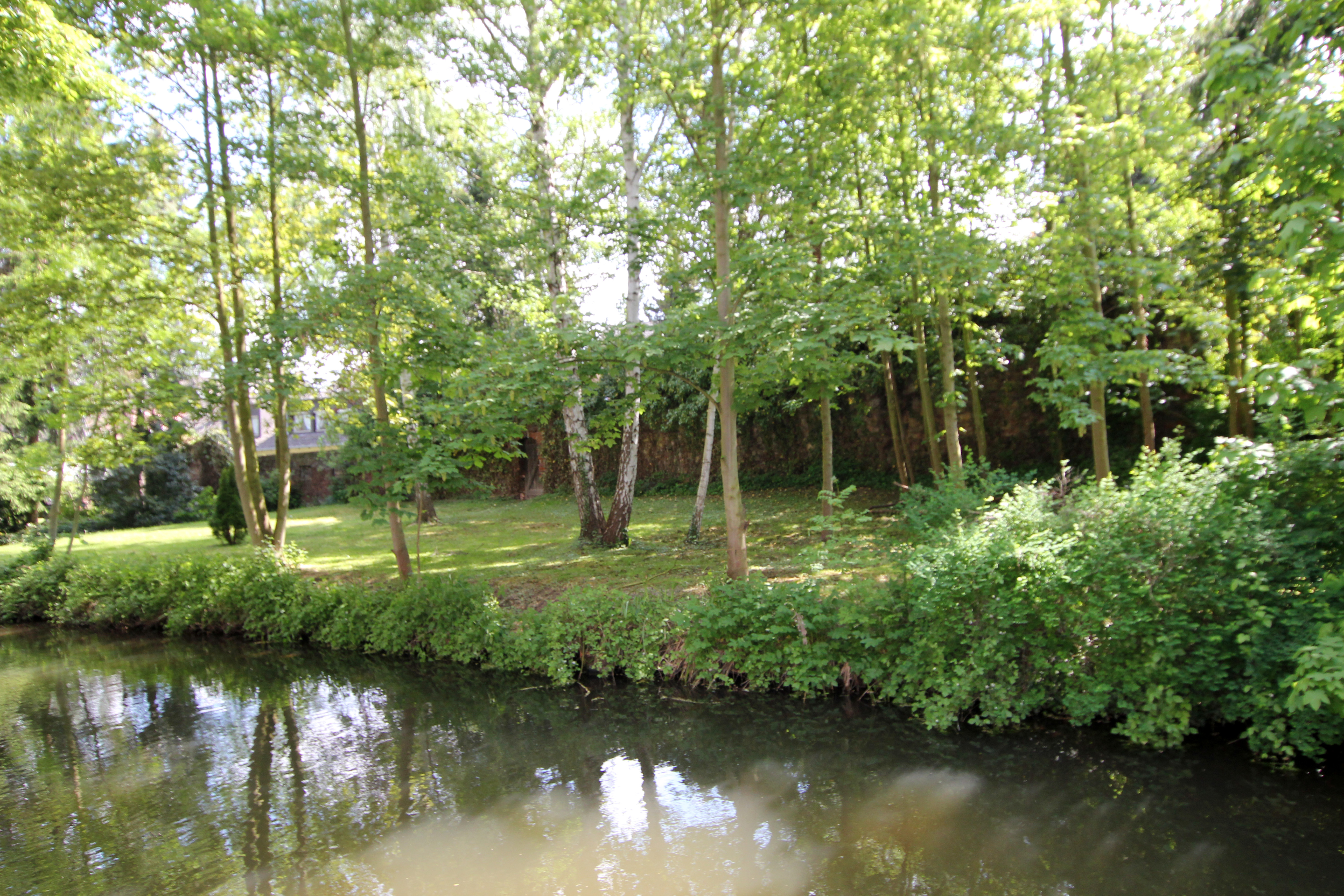
Weiher „Auf dem Graben“

Das neue Schloss war zusätzlich durch zwei Gräben gesichert worden, indem ein Graben das Hochschloss und ein weiterer die Vorburg umgab. Im Gegensatz zu den als Verstärkung angelegten Bastionen im Nordwesten und Südwesten, im Nordosten war es das Schloss selbst, erhielt die Südseite ihre Verstärkung durch zusätzliche Wachtürme und einem dem Stadtgraben vorgelagerter Doppelgraben mit einem dazwischen gelegenen Wall. Der Mühlenbach versorgte die Gräben durch ein hölzernes Rohr, das oberhalb des Herriger Tores am Mühlengraben beginnend bis in den südlichen Stadtgraben gelegt wurde. Das Wasser des nördlichen Grabenabschnittes führten Rohre gleichen Materials, die unterirdisch verlegt worden waren und so Straße und Tor unterquerten. Am östlichen Ende dieses Grabens gelangte das Wasser durch bodennahe Mauerdurchlässe in die beiden zusätzlichen Schlossgräben. Ein Abflusskanal fungierte als Überlauf, der für einen gleichmäßigen Wasserstand sorgte und überschüssige Wassermengen in den Rotbach ableitete.

#### Sicherung der Wehranlagen
Zum Schutz der Burg, der Stadt und der Bewohner waren vom Landesherren bis zu zwölf Burgmannen („castrenses“) verpflichtet worden, die sich aus Rittern („milites“) der Umgebung Lechenichs zusammensetzten. Einige erhielten für ihre Dienste Burglehen wie große Höfe in Lechenich oder der Umgebung, andere wurden mit Ländereien, Getreide- oder Geldrenten belehnt. Diese, als berittene Einsatztruppe eingesetzte Einheit hatte dem Erzbischof und jederzeit verfügbar zu sein.
In der zweiten Hälfte des 14. Jahrhunderts spielten die Burgmannen für den üblichen Schutz der Burg keine Rolle mehr, obgleich sie auch ohne Residenzpflicht weiter als „vasalli Lechnich“ galten und ein Burglehen erhielten. Von den Erzbischöfen bestallte Amtmänner residierten auf dem Schloss und waren für die Sicherheit desselben, sowie für die Stadt und den Amtsbezirk zuständig. In der Regel wurden sie bei ihren Aufgaben von sechs berittenen Reisigen unterstützt, die acht Ersatzpferde mitführten. Zur Burgbesatzung gehörten ferner Pförtner, Wächter und Turmknechte.

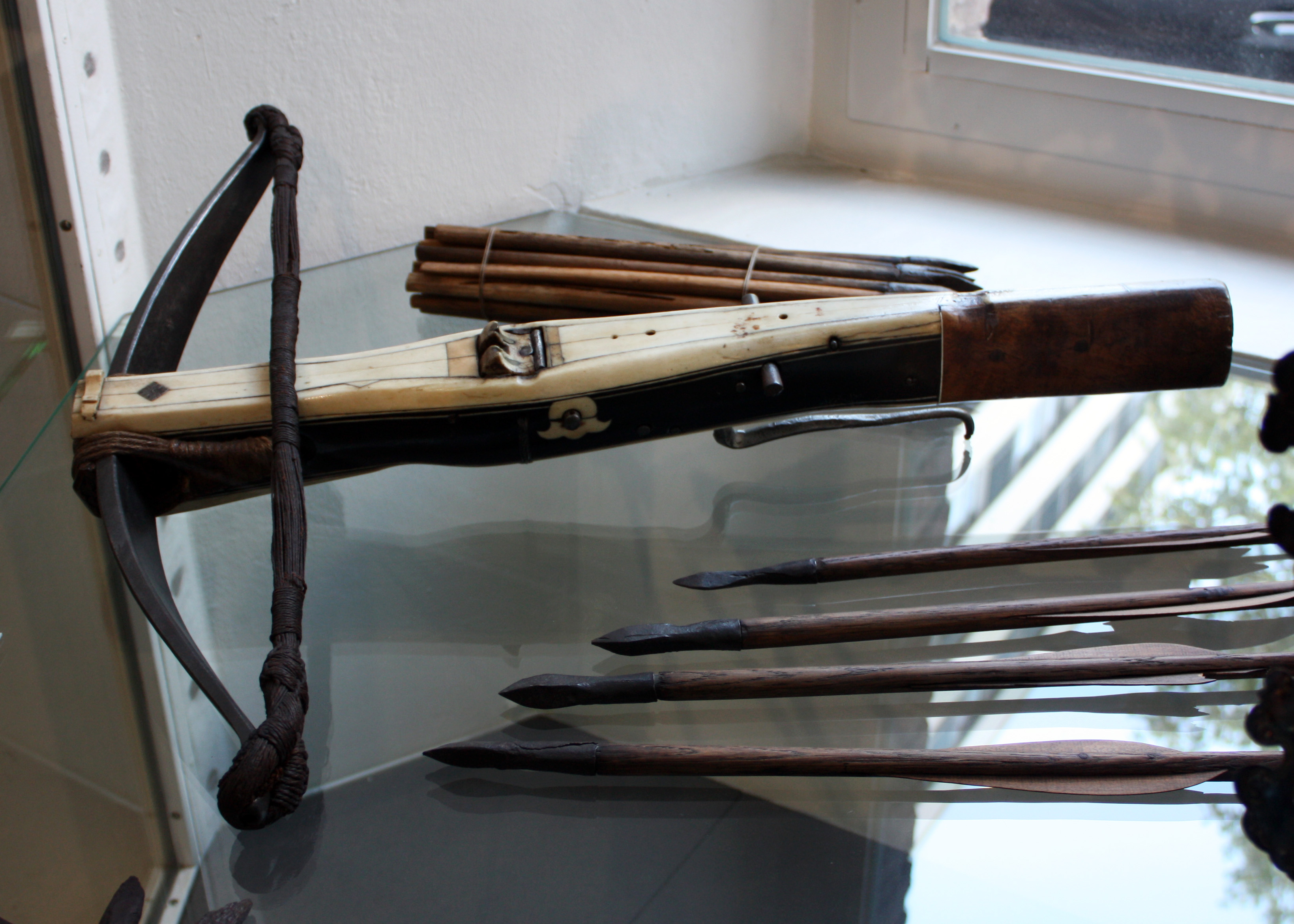
Mittelalterliche „Wallarmbrust“ der Bogenschützen

Dass Burg und Stadtmauer in unsicheren Zeiten stets in Verteidigungsbereitschaft gehalten und mit Wächtern besetzt waren, geht aus den alten Bestallungsurkunden der Amtmänner Lechenichs hervor. Nach einer um 1450 ergangenen Dienstanweisung des Erzbischofs Dietrich von Moers an den Lechenicher Kellner sollte dieser dafür sorgen, dass der südöstliche Turm mit einem guten Mann zu besetzen sei, der die Bogenschützen mit Pfeilen versorgte. Im Laufe der Jahrhunderte hatte durch das Aufkommen der Feuerwaffen die Befestigungsanlage als Sicherheit an Wert verloren. Seit dem 16. Jahrhundert war kurfürstliches Militär auf dem Schloss stationiert und übernahm den Schutz von Schloss und Stadt. Die ehemaligen Häuser und Höfe, die vormals als Burglehen vergeben worden waren, wurden zum Teil mit Zustimmung des Landesherrn verkauft. Von der nordwestlichen Bastion der Stadt, auf dem sich das „Haus Leuchtenberg“ befunden hatte, stand zum Beginn des 17. Jahrhunderts nur noch ein Wachturm. Er war 1605 von der Stadt Lechenich nach einem Überfall durch niederländische Truppen mit Erlaubnis Adolfs von Gymnich auf dessen Gelände errichtet worden, auf dem er zu dieser Zeit Inhaber des Burglehens war.

### Belagerung und Zerstörungen 1642
Der Belagerung Lechenichs waren Zeiten vorausgegangen, die von durchziehenden militärischen Verbänden geprägt waren, die im Auftrag unterschiedlicher politischer Interessenszugehörigkeiten agierten. Mehrfach wurden Kommandanten durchziehender fremder Militärs durch Geldgeschenke bewogen, die Stadt zu verschonen. Daraufhin wurden auf kurfürstlichen Befehl wegen der sich zuspitzenden Kriegsgefahr Stadtmauern und Wassergräben ausgebessert.
Bei der Belagerung Lechenichs 1642 im Hessenkrieg, einem Teil des Dreißigjährigen Krieges erwies sich die Befestigung bei der Verteidigung des Schlosses noch einmal als wertvoll. Zum Schutz von Schloss und Stadt wurden 400 kaiserliche und 130 kurkölnische Söldner sowie zwei Reiterkompanien in das Schloss verlegt, die von Kurfürst Ferdinand ernannten Kommandanten angeführt wurden. Sie wurden unterstützt von den Lechenicher Bürgern, die im Kriegsfalle den kurfürstlichen Offizieren unterstanden. Auf dem Schloss lagerten Munitionsvorräte, Musketenkugeln, Pulver und Lunten. Zur Verteidigung standen schwere Geschütze zur Verfügung, doch kämpften die Belagerten auch mit anderen Waffen wie Büchsen, Spießen, Schwertern, sogar mit Steinen gegen die etwa 9000 bis 10000 feindlichen Angreifer. Als die Stadt von 20 Geschützen bombardiert und Teile der Mauern einstürzten, erkannte man, dass die Stadtmauern der neueren Waffentechnik nicht standhielten.
Militär und Bevölkerung zogen sich nach dreiwöchiger Belagerung aus der stark zerstörten Stadt in das Schloss zurück. Dieses erwies sich für die Belagerer als uneinnehmbar, da die tiefen, Schloss und Vorburg umgebenden Wassergräben unter Beschuss nicht zu überwinden waren.

### Schwund der Befestigung

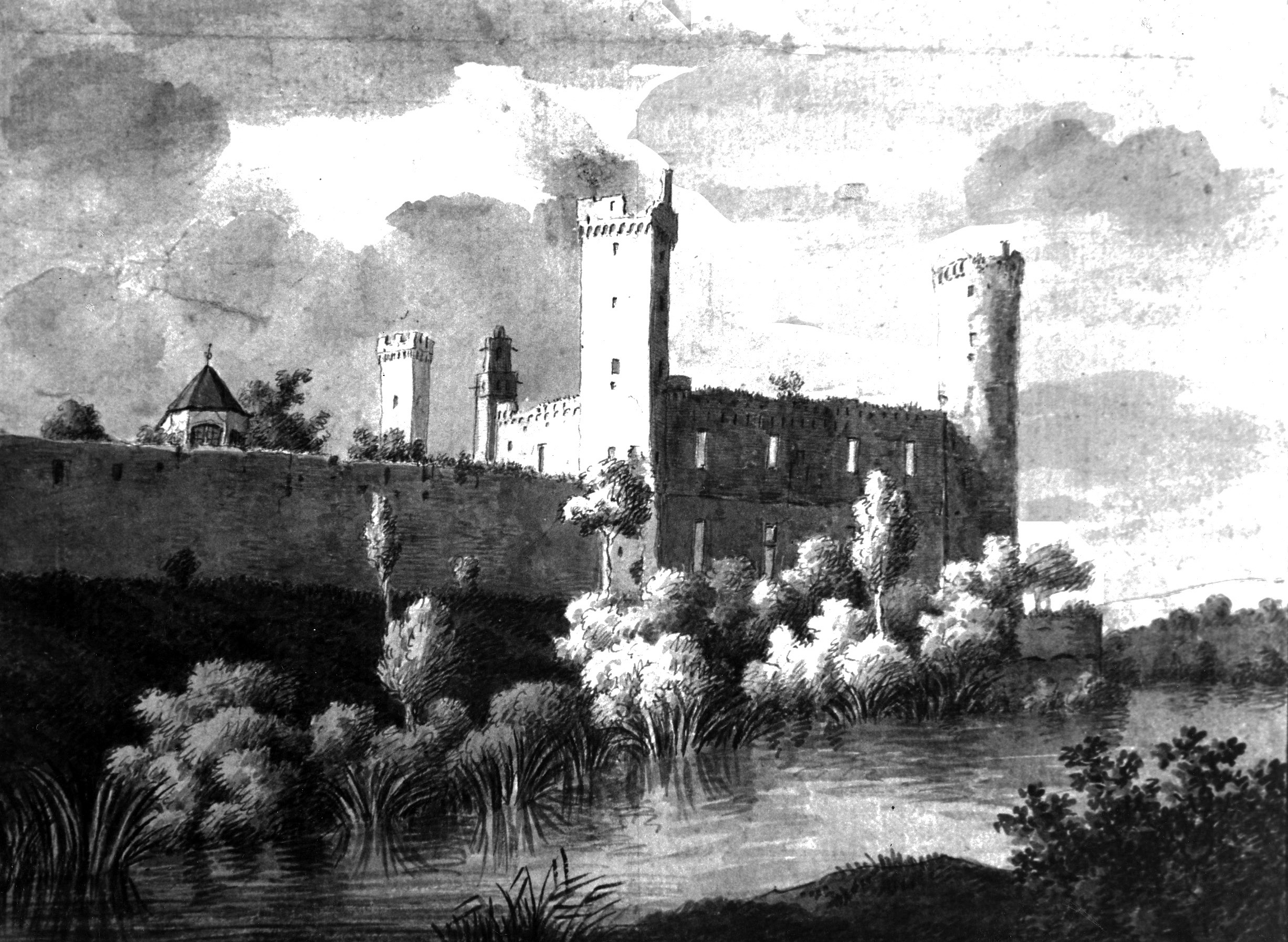
Das Schloss zu Lechenich. A. Reuter 1797

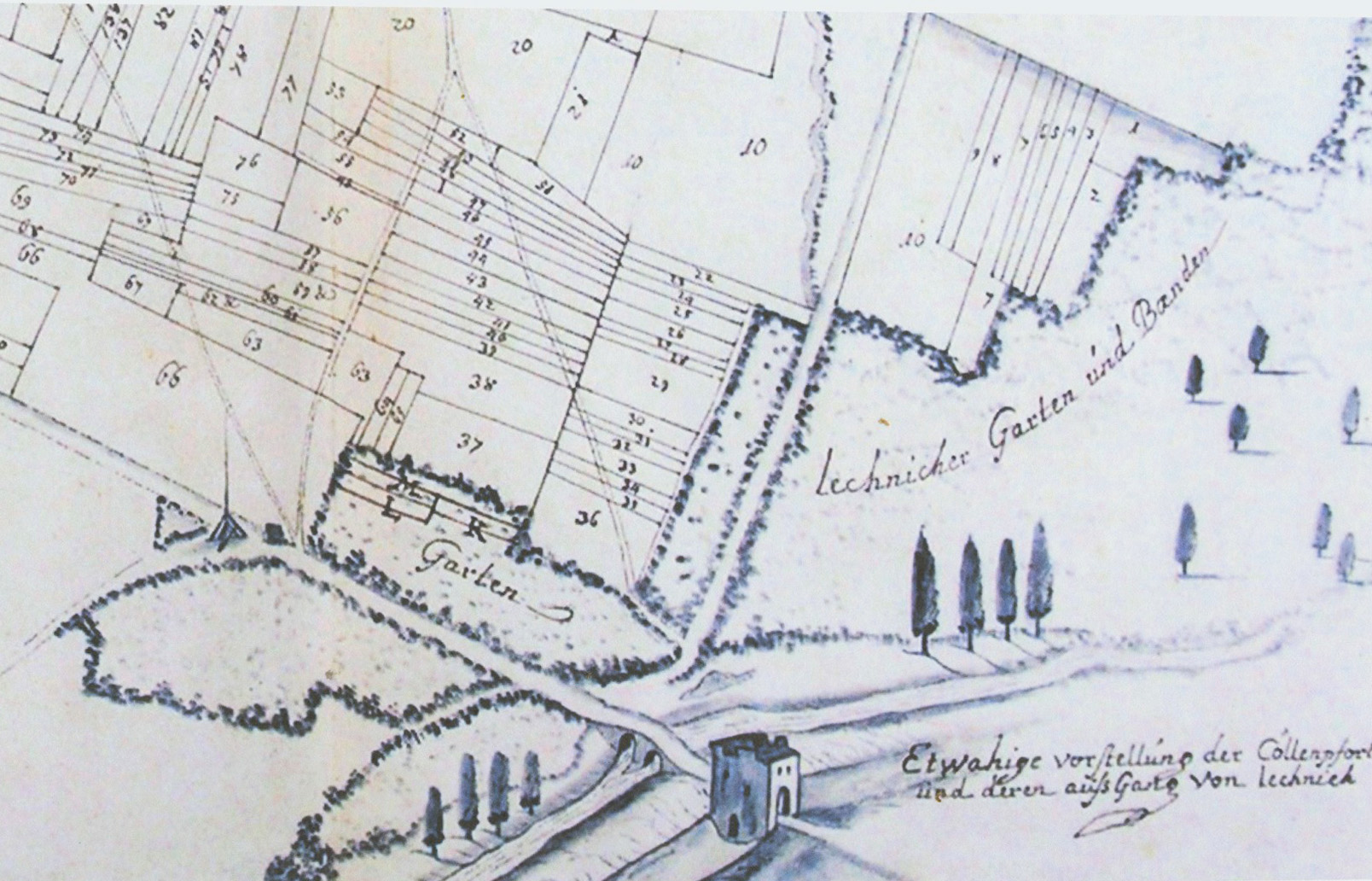
Das Bonner Tor und steinerne Bogenbrücke auf einer Flurkarte 1752

#### Beseitigung der Kriegsschäden
Mit dem Wiederaufbau von Häusern und Höfen einher ging die Instandsetzung der Befestigungsanlagen. Vorrangig wurden die großen Breschen des Mauerwerks mit Ziegeln geschlossen und kleinere Schäden ausgebessert. Dennoch blieben große Mauerabschnitte brüchig, sodass in den folgenden Jahrzehnten häufig Reparaturen anfielen. Für das Jahr 1760 ist der Neubau eines Teilstückes der westlichen Mauer am Herriger Tor belegt, doch wird über weitere Maßnahmen gegen den Verfall, der bis zum Ende des 18. Jahrhunderts stark fortschritt, nicht berichtet. Die Südseite der Umfassungsmauer war noch in relativ gutem Zustand erhalten, ebenso ein Teil der Ostseite, wie auf einem Gemälde von A. Reuter von 1797 ersichtlich.

#### Wallhäuser
An der Innenseite der in ihrer Höhe durch die kriegerischen Ereignisse dezimierten Umfassungsmauer errichtete die Stadt kleine Häuser, so genannte Wall- oder Zinshäuser, deren Rückwand die Stadtmauer bildete. Sie wurden zunächst verpachtet, waren jedoch wegen der geringen Mieten nicht rentabel. Zudem wurden viele dieser Häuser in der Folge durch mehrere Stadtbrände vernichtet, sodass die Stadt dazu überging, verbliebene Gebäude und Bauplätze an den Wällen zu veräußern. Den neuen Besitzern war freigestellt, ihre Häuser zu verändern oder Neubauten zu errichten.

#### Stadttore
Die zerstörten oberen Stockwerke der beiden Tore wurden zu dieser Zeit nicht wieder aufgebaut. Im 17. und im Verlauf des 18. Jahrhunderts wiesen die Aktenvermerke der Bürgermeister fast regelmäßig auf notwendige Reparaturen an den baufälligen Toren hin. Rechnungen weisen aus, dass 1689 Löcher an beiden Toren ausgebessert wurden und 1735 musste das Bonner Tor von beiden Seiten unterfangen werden. Schon 1709 erhielt das Herriger Tor wegen drohender Einsturzgefahr eine Befestigung durch Eisenträger. 1769 wurde ein Teil dieses Tores mit Ziegeln neu aufgebaut.
Die Fallgitter der äußeren Tore, der „ersten Portze“, waren durch Holztore ersetzt worden. Diese und die inneren Tore mussten mehrfach ausgebessert, die inneren Tore auch erneuert werden.
Häufig waren auch Reparaturen der vom Militär als Wachstuben genutzten Torräume notwendig. Diese Räume befanden sich nach der Zerstörung der oberen Stockwerke im mit Stroh gedeckten ersten Obergeschoss.
1726 wurde die Holzbrücke am Bonner Tor und 1733 die am Herriger Tor als Steinbrücke erneuert.

#### Verfall des Schlosses
Bei der vergeblichen Belagerung 1642 hatte das Schloss seinen Wert bewiesen und spielte weiter als Garnison in der kurkölnischen Politik eine große Rolle. In den folgenden Jahren wurden die bei der Belagerung entstandenen Schäden mit vor Ort gebrannten Ziegeln ausgebessert. 1673 wurde das Schloss zur Aufnahme der französischen Verbündeten des Kurfürsten hergerichtet und erneut verteidigungsbereit gemacht.
1689 war das Schloss durch die Brandlegung der abziehenden französischen Truppen für die Kurfürsten militärisch wertlos geworden und verfiel. Die nur notdürftig gedeckten Dächer hielten Stürmen nicht stand und wurden undicht, hinzu kamen geborstene Fenster, sodass die Räume ohne Schutz der Witterung ausgesetzt waren. Ein Stadtbrand des Jahres 1722 schädigte die Schlossanlage erneut und führte zu einer Instabilität des Mauerwerks. 1723 stürzten große Teile eines Turmes ein und 1728 einer der Räume über dem Ausfalltor der Burg, der „Bungartspforte“. Als an weiteren Stellen große Gewölbeteile und Mauern einstürzten und in die Schlossgraben fielen, gab man die Anlage auf. Auch die zur Stadt verlaufend Ringmauer war schon an einigen Stellen stark eingefallen. Ein schweres Erdbeben im Jahr 1756, bei dem in den Mauern große Risse entstanden, beschleunigte den weiteren Verfall des Schlosses.
Erhalten blieben der Gefängnisturm, das geistliche Haus und die Schlosskapelle sowie die Kellnereigebäude.

#### Trockenlegung der Wassergräben
In den Jahren 1787–1788 ließ Kurfürst Maximilian Franz aus Rentabilitätsgründen einen Teil der Außengräben trockenlegen und die Dämme abtragen, um Gartenland zu gewinnen. Die Trockenlegung des „Schlossweiher“ genannten Schlossgrabens wurde wegen seiner Tiefe nicht durchgeführt, wohl aber der verbindende Graben vom Herriger Tor bis zur Frenzenstraße und die beiden südlichen Gräben sowie die Gräben um die Vorburg.
Durch die Trockenlegung des südlichen Grabens, des „Stadtweihers“, gerieten sowohl die Stadt als auch die Franziskanerpatres in Wassernot, da beide ihr Trinkwasser aus dem Weiher bezogen. Die Stadt leitete ihr Trinkwasser durch Rohre in den Marktbrunnen, die Franziskaner in ihren eigenen Klosterbrunnen. Auf Drängen der Lechenicher Einwohner und Bitten der Franziskaner blieb der südliche Weiher erhalten und wurde an die Stadt in Erbpacht gegeben.

### Veränderungen in Preußischer Zeit

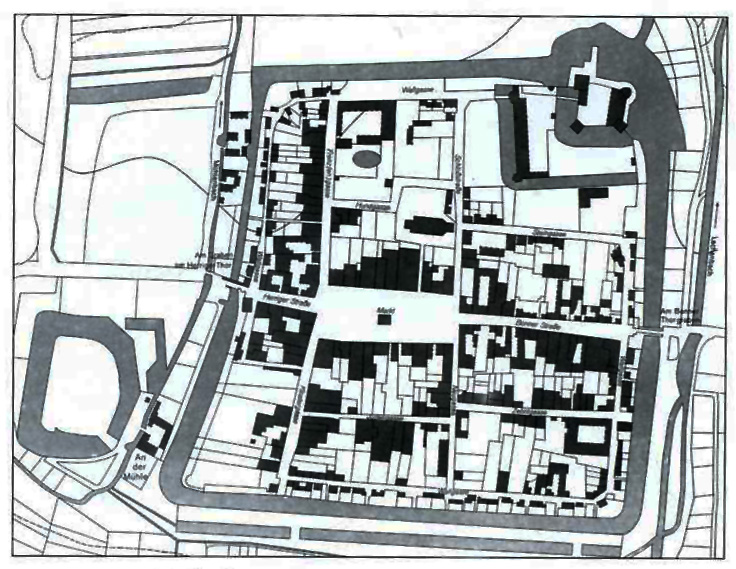
Karte Lechenichs um 1811

#### Ende der geschlossenen Stadtmauer
Die Befestigung hatte sich bis zur Mitte des 19. Jahrhunderts als geschlossene Anlage erhalten. Erste Durchbrüche des Mauerrings, 1854 an der Frenzenstraße und 1857 an der Klosterstraße, erfolgten im Rahmen einer durchgehenden Trasse der Regionalstraßen Neuss–Kerpen–Lechenich und Derkum mit Anschluss nach Euskirchen, die nun den Stadtkern ungehindert durchquerte. Ähnliches geschah 1901 bei der Verbreiterung der Luxemburger Straße. In diese Zeit fiel auch die durch den Straßenausbau bedingte Niederlegung einiger Wallhäuser, die teilweise mit der Stadtmauer verbunden waren.
Auch die Verbindung von Stadt- und Schlossmauer bestand nicht mehr, nachdem das Mauerstück an der Ostseite vom Schloss bis zur Stadtbebauung niedergelegt worden war. Im Schlossbereich selbst wurden der südliche Mauerflügel mit der Hofkapelle und der westliche Teil niedergelegt, sodass das romantische Bild der Schlossruine hervortrat, die seither das Panorama des Ortes prägt.
Die Mauer an der Nordseite vom Tor der Vorburg bis zum Wohnturm ließ der Schlossbesitzer 1895 abtragen, um eine gute Sicht in seinen neu angelegten Park zu haben. Die Gräben waren nach der Säkularisation nur zum Teil in den Besitz der Gemeinde Lechenich gelangt, den Schlossgraben hatte der neue Schlossbesitzer ersteigert.
Ein Teil der trockengelegten Gräben an der Frenzenstraße wurde beim Bau der Straße Kerpen–Lechenich 1854 eingeebnet. Im Jahr 1858 wurde der Stadtgraben aus finanziellen Gründen am Herriger Tor verschmälert und das gewonnene Terrain an die Anwohner verkauft. Ein Teil wurde als Weg ausgebaut, der heute den Namen „Auf dem Graben“ trägt. Der südliche Graben blieb als Fischweiher verpachtet.

#### Restaurierung und stilistische Änderungen der Toranlagen

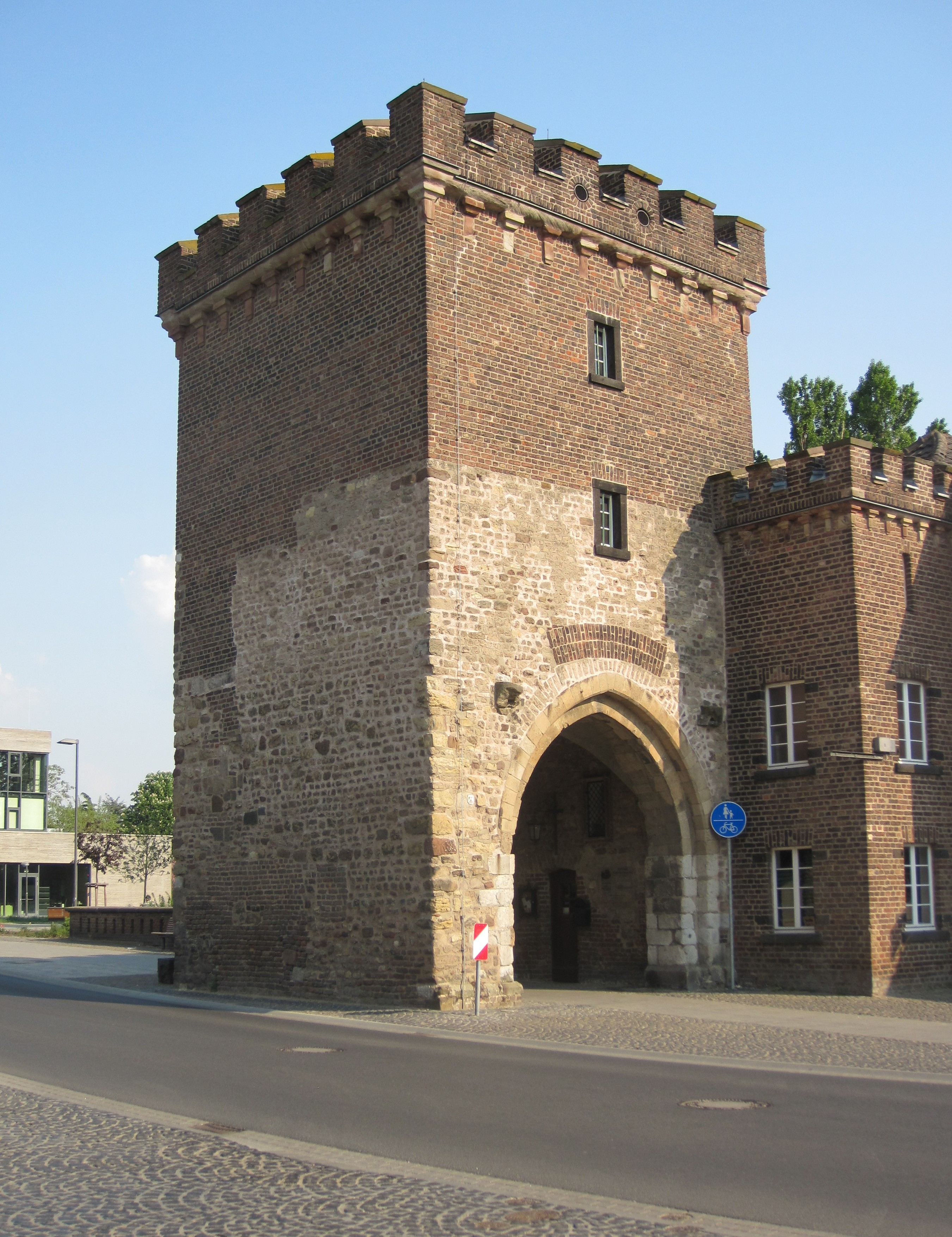
Bonner Tor und Veränderungen der Restaurierung im Mauerwerk

1853 begann die Gemeinde im Einvernehmen mit der zuständigen Landesbehörde mit einer der Erhaltung ihrer historisch wertvollen Bausubstanz dienenden Restaurierung. Es waren die vorrangig in Angriff genommenen Arbeiten am Bonner Tor im Jahr 1853 sowie die Instandsetzung des Herriger Tores im Jahr 1862. Eine umfassende Dokumentation des Restaurierungsprozesses wurde nicht erstellt, oder ist nicht bekannt geworden. Ebenso erfolgte offenbar keine Bestandsaufnahme des zu dieser Zeit noch Vorhandenen. Diese in die Aufbauten integrierten Reste erschließen sich im Falle des Herriger Tores aus einer Zeichnung des damals die Arbeiten planenden „Geheimen Regierungs- und Baurates“ Ernst Friedrich Zwirner und den deutlich sichtbar hervortretenden Unterschieden im Mauerwerk des Bonner Tores. Die Restaurierungen umfassten das Tor und seinen südlichen Anbau. Mit den Bauarbeiten im Innern des Bonner Tores ging die Einrichtung von kleinen Arrestzellen und die Herrichtung einer kleinen Dienstwohnung für den Gefangenenwärter einher. Diesem Zweck diente die Toranlage von 1853 bis 1897, bis es dann nach dem Bau des Amtsgerichtes, das mit einem sich ihm anschließenden Gefängnistrakt am Markt errichtet worden war, anderweitig genutzt wurde. In dieser langen, durch viele Gemeinderatsprotokolle dokumentierten Zeit, wurde das Bonner Tor allgemein als „Arrestlokal“, oder auch als „Kantonsgefängnis“ und von Clemen als Kantonalgefängnis bezeichnet.
Wichtige Hinweise ergeben sich aus den Baubeschreibungen des Historikers Paul Clemen, die von diesem 1899/1900 publiziert wurden.

##### Baubeschreibung des Osttores um 1900
Nach Clemen bestand das teilweise bis zum Ende des ersten Obergeschosses reichende Altmaterial des Bonner Tores in seinem feldseitigen Mauerwerk aus Tuffstein, dagegen war an der der Stadt zugewandten Seite auch Bruchstein und Trachyt verwandt worden. Die von ihm um 1900 festgestellte Verwendung von Sandstein im Unterbau diente der Eckverklammerung und bestand aus teilweise schon ursprünglich eingesetzten Quadern. Die Materialien des teilweise aufgemauerten Oberbaus schrieb er der Restaurierung der 1850er Jahre zu und bezeichnete die in Backstein, Basalt und Hausteinteilen ausgeführten Arbeiten als Neuerungen. Er beschrieb auch die Ausstattung des Tores mit einem völlig neuen vorkragenden Fries, über den Zinnen, die den nahezu quadratischen Torbau abschlossen. Im zweigeschossigen Oberbau zeigten nach Clemen in jedem der Stockwerke zwei rechteckige Fenster zur Feldseite, eines zur Stadtseite. Für die Südseite erwähnte er ein dem Tor angebautes Backsteinhaus, das ebenfalls durch einen Zinnenaufsatz bekrönt worden war.
Die Tordurchfahrt erfolgte auf beiden Seiten durch spitzbogige Tore, in die feldseitig in der äußeren Laibung ein Führungsschlitz für das früher verwendete Fallgitter eingearbeitet worden war. Den Tordurchgang überspannte ein mit Putz überdecktes Kreuzgratgewölbe und zur Süd- und Nordseite befanden sich Türen. In der Westseite der Südwand befand sich in einer rechteckigen Mauerblende eine gotische Gruppe der heiligen Anna selbdritt. Auf der der Stadt zugewendeten Seite befanden sich über dem Torbogen, seitlich von dessen Scheitelpunkt zwei große, wohl mit gebohrten Löchern versehenen Kragsteine, in denen ehemals die schweren Torflügel eingehängt wurden und so ihre obere Befestigung erhielten.

##### Wahl des neugotischen Baustils

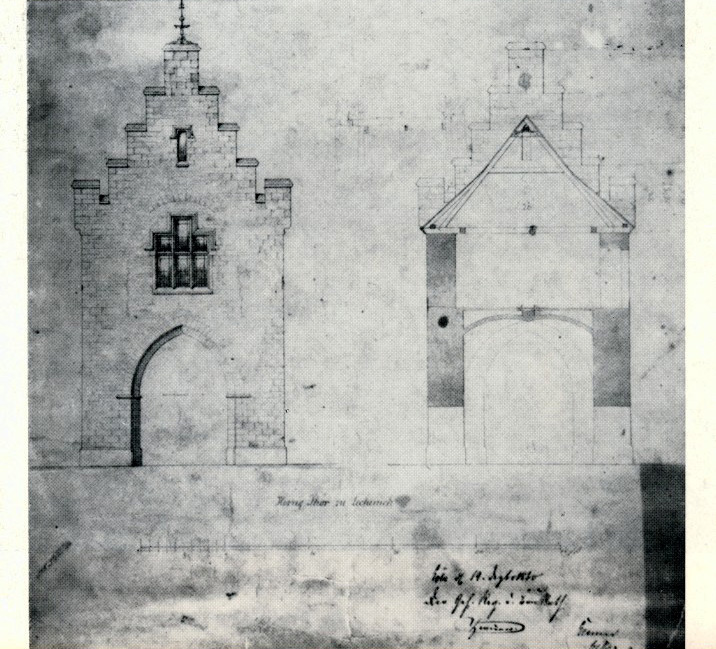
Entwurfszeichnung Zwirner 1860

Nach der Ansicht des Lechenicher Notars und Historikers Bendermacher wurde der Entschluss der Gemeinde, den zu restaurierenden Gebäuden der Altstadt ein neugotisches Äußeres zu geben, bewusst getroffen. In diesem Vorhaben unterstützte sie der von ihnen für die Planungen gewonnene Kölner Architekt und Dombaumeister Zwirner, der selbst als Vertreter des neugotischen Historismus galt.
So erhielt das Bonner Tor einen umlaufenden Fries und darüber einen Zinnenaufbau im neugotischen Stil in Anlehnung an die Zinnen der Schlosstürme. Bendermacher beschrieb in seiner um 1870 veröffentlichten Stadtgeschichte die Zinnen des Stadttores, die mit den mittelalterlichen Zinnen des Schlosses harmonieren und mit den anderen zu dieser Zeit im gleichen Stil errichteten Bauwerken der Stadt ein mittelalterliches Ansehen gaben.

##### Baubeschreibung des Westtores um 1900
1862 wurde das Herriger Tor nach Plänen Zwirners restauriert und in neugotischem Stil umgestaltet.
Nach der Beschreibung von Clemen bestand das Tor nach der Restaurierung aus einem Unterbau mit spitzbogiger Durchfahrt und einem zweigeschossigen Überbau, der beidseitig Stufengiebel erhalten hatte und von einem Satteldach gedeckt wurde. Noch erhaltenes Material des Vorgängerbauwerks bestand aus Trachyt und Tuff. An Stelle des Trachyts wurde bei der Restaurierung Tuff benutzt und für die Eckverklammerung waren schon ursprünglich Sandsteinquader mit verwendet worden. Für die beiden Toröffnungen erwähnte Clemen in der Laibung ein schlichtes Kämpfergesims mit abgeschrägten Kanten. Im Torbogen der Feldseite befand sich wie am Osttor eine Rille für das Fallgitter.
Die kleine Torhalle war im Gegensatz zum anderen Tor mit einem unverputzten Kreuzgratgewölbe ohne Rippen und Schildbögen eingewölbt worden. In der geschlossenen Süd- und Nordseitenmauer befand sich je eine flachbogige Blende. Das Obergeschoss verfügte auf beiden Seiten über ein modernes dreiteiliges Fenster mit schlanken Steinpfosten mit darüber eingelassenem schmalem Schlitzfenster, die einen nackten flach gedeckten Saal mit Licht versorgten. Zur Gestaltung der abgestuften modernen Giebel fügte Clemen an, dass diese „wenig gelungen“ wären.
An der Stadtseite neben dem Torweg befand sich ein steinernes Kruzifix des 18. Jahrhunderts, an dessen Sockel (nach Clemen) ein dürftiges Relief der Pieta und die Inschrift D.D.A.E.V. angebracht worden war.

#### Seitliche Freilegung der Tore

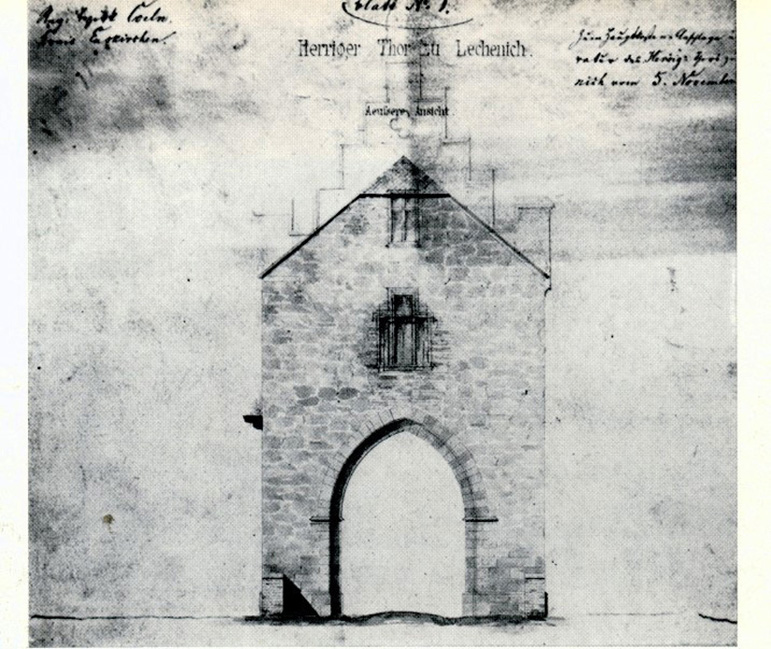
Herriger Tor, Entwurf Zwirner 1860
Bonner Tor vor der Freilegung 1901
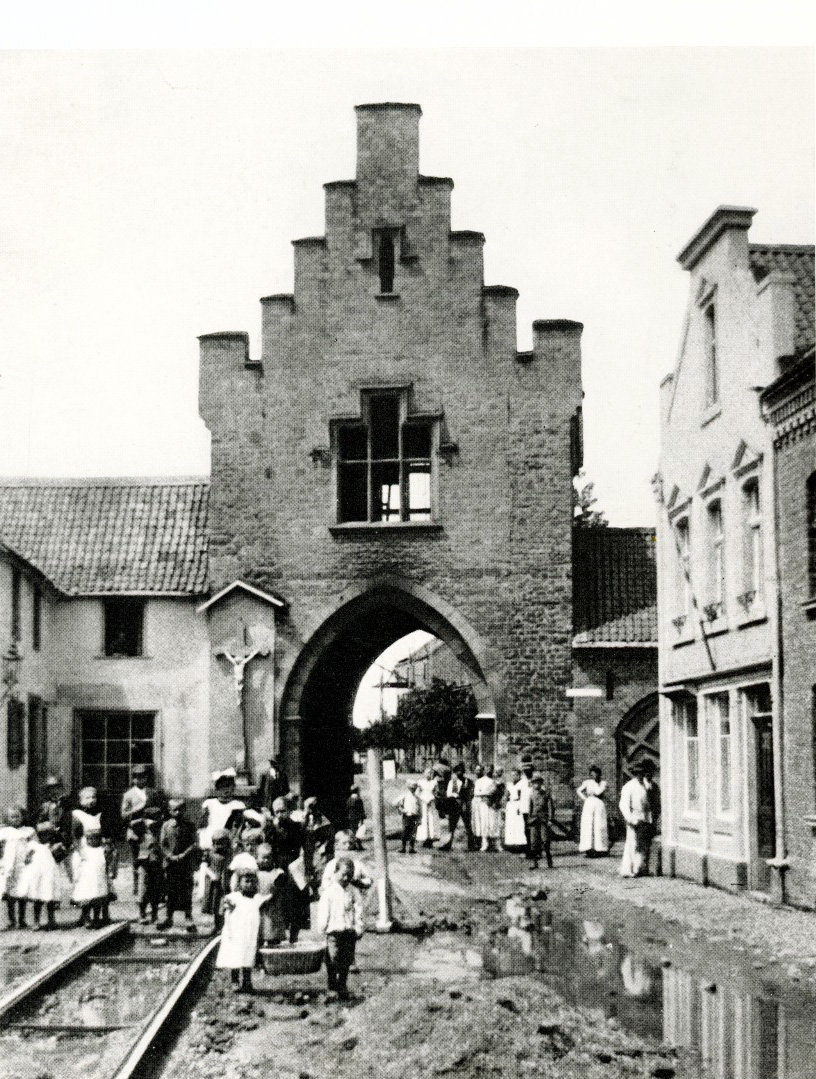
Herriger Straße und Tor 1901
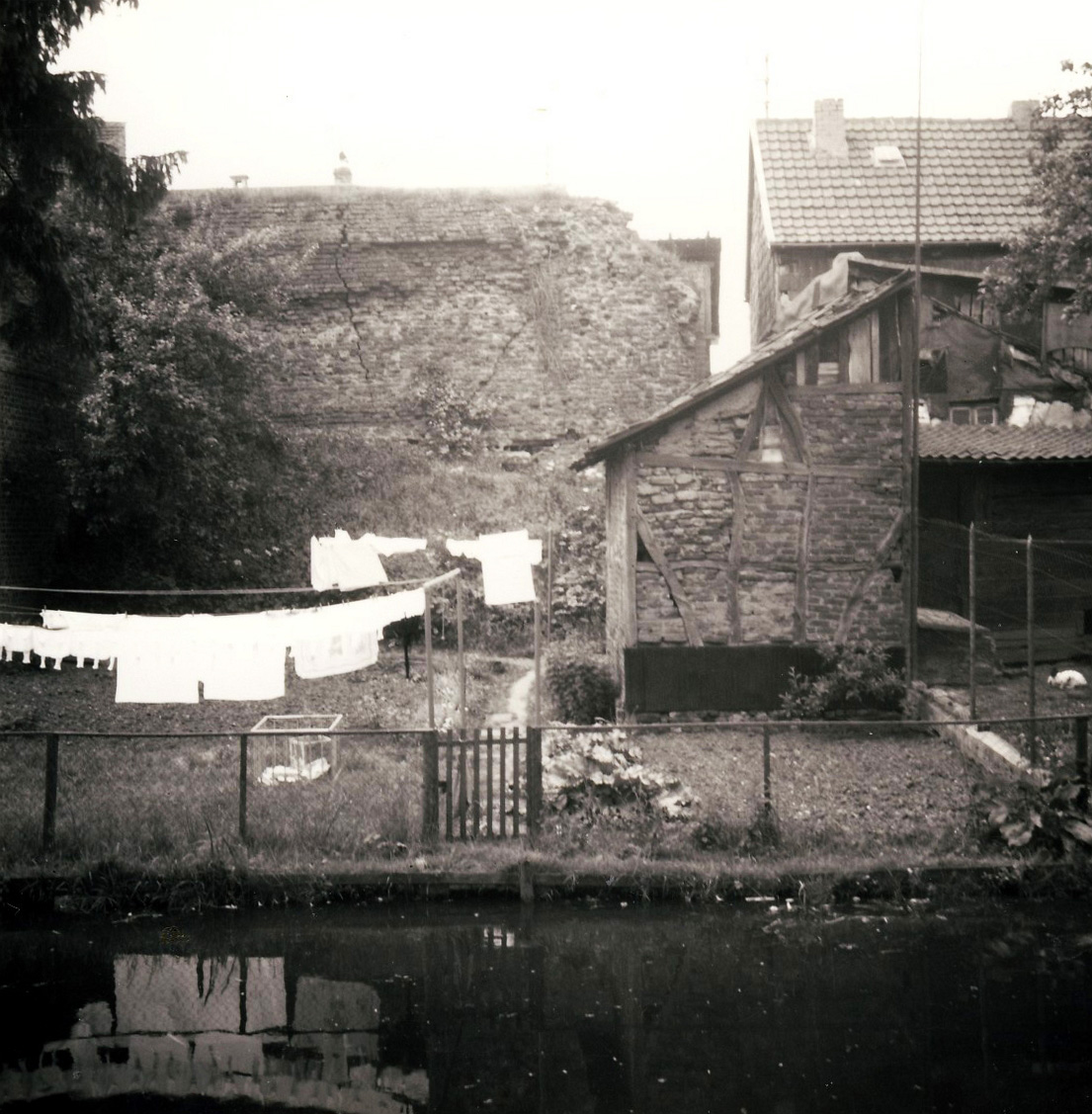
Zerfallender Stadtmauerrest 1958

Die 1895 bei der Verlegung der Schienen für die Kreisbahn Euskirchen-Liblar noch mit der Mauer verbundenen Tore wurden 1901 bei der Verbreiterung der Luxemburger Straße durch Abbruch der angrenzenden Häuser seitlich freigelegt. Da am Herriger Tor kein ebenerdiger Zugang aus der Torhalle zum oberen Stockwerk bestand, blieb das Tor seitdem ungenutzt.

## Verbliebene Anlagen

### Stadtgrundriss
Nach wie vor ist der historische, teilweise noch von Wassergräben eingefasste Grundriss Lechenichs, die heutige Altstadt der Ortschaft, in ihrer rechteckigen Form deutlich erkennbar. Auch die zur Hauptstraße des Ortes gewordene alte Heerstraße (heute in Teilen Bonner Straße und Herriger Straße) verbindet noch immer die beiden Stadttore, denen sich die den Stadtkern umlaufenden Straßen, Zehntwall und Schlosswall, anschließen. Diese sind mit kleineren Querstraßen verbunden, die von den beiden Seiten des zentralen Marktplatzes, dem ehemaligen Forum, abzweigen.

### Historische Straßen und Mauerreste
An einigen der historischen Straßen treten kleine, jedoch auch kompakte größere Teilstücke der alten Stadtmauer offen zu Tage und zusätzliche Reststücke bergen die auf- oder an der alten Mauer erbauten Häuser.
Der älteste Mauerrest mit ursprünglichem Baumaterial befindet sich „auf dem Graben“ gegenüber der Oebelsmühle, weitere Mauerreste aus dem 14. Jahrhundert sind am Zehntwall, in der Klosterstraße, in der Melchiorstraße, auf dem Schlosswall und in der Steinstraße erhalten. Um 1960 wurde ein größeres Stück der noch bestehenden Stadtmauer am Zehntwall restauriert, als es beim Abbruch eines Wallhauses einzustürzen drohte. Von den ehemaligen Wallhäusern ist keines mehr in ursprünglicher Form vorhanden, nur einige der dort modernisierten Häuser lassen noch erkennen, welcher Art ihre Entstehung ist.

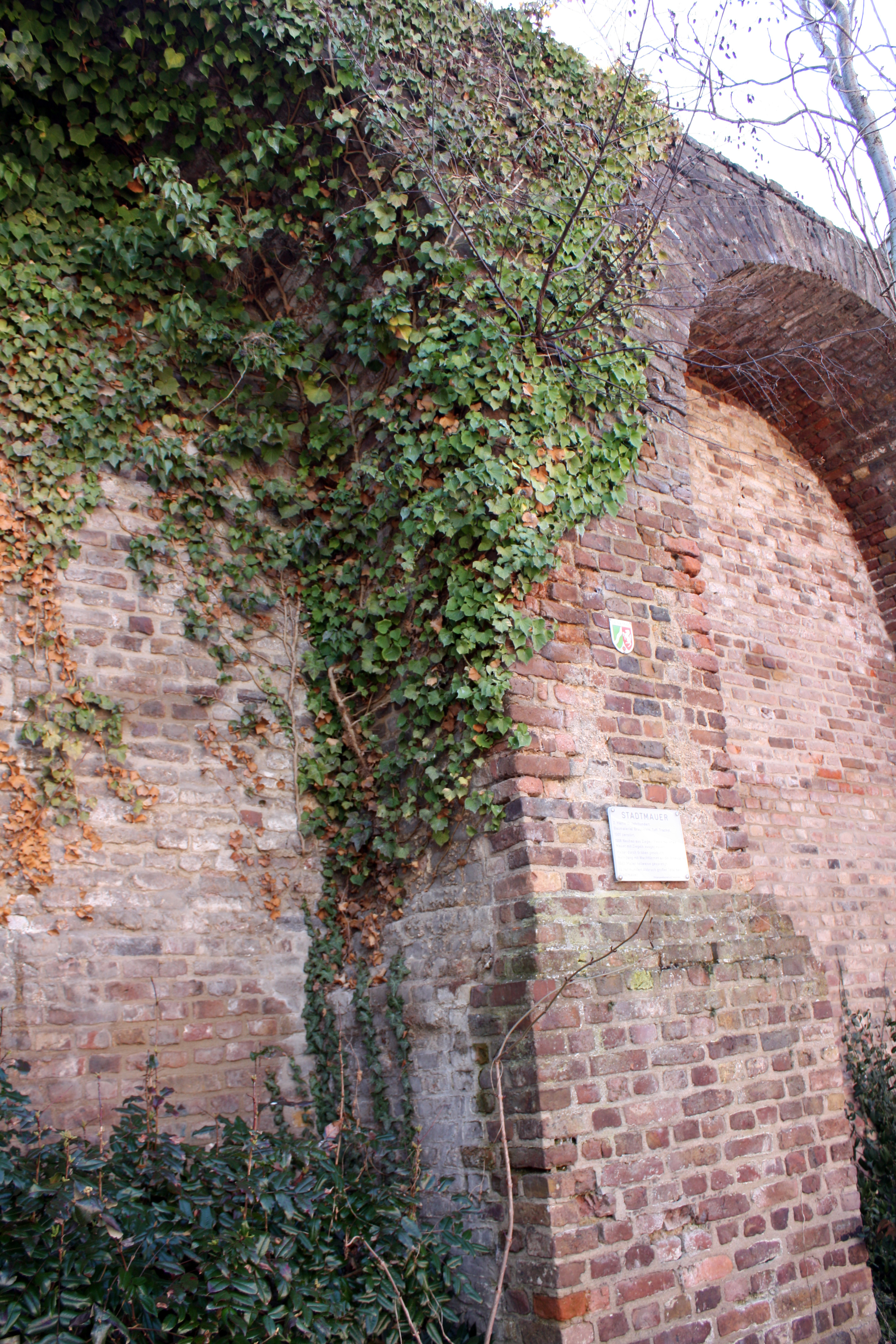
Stadtmauerrest Zehntwall
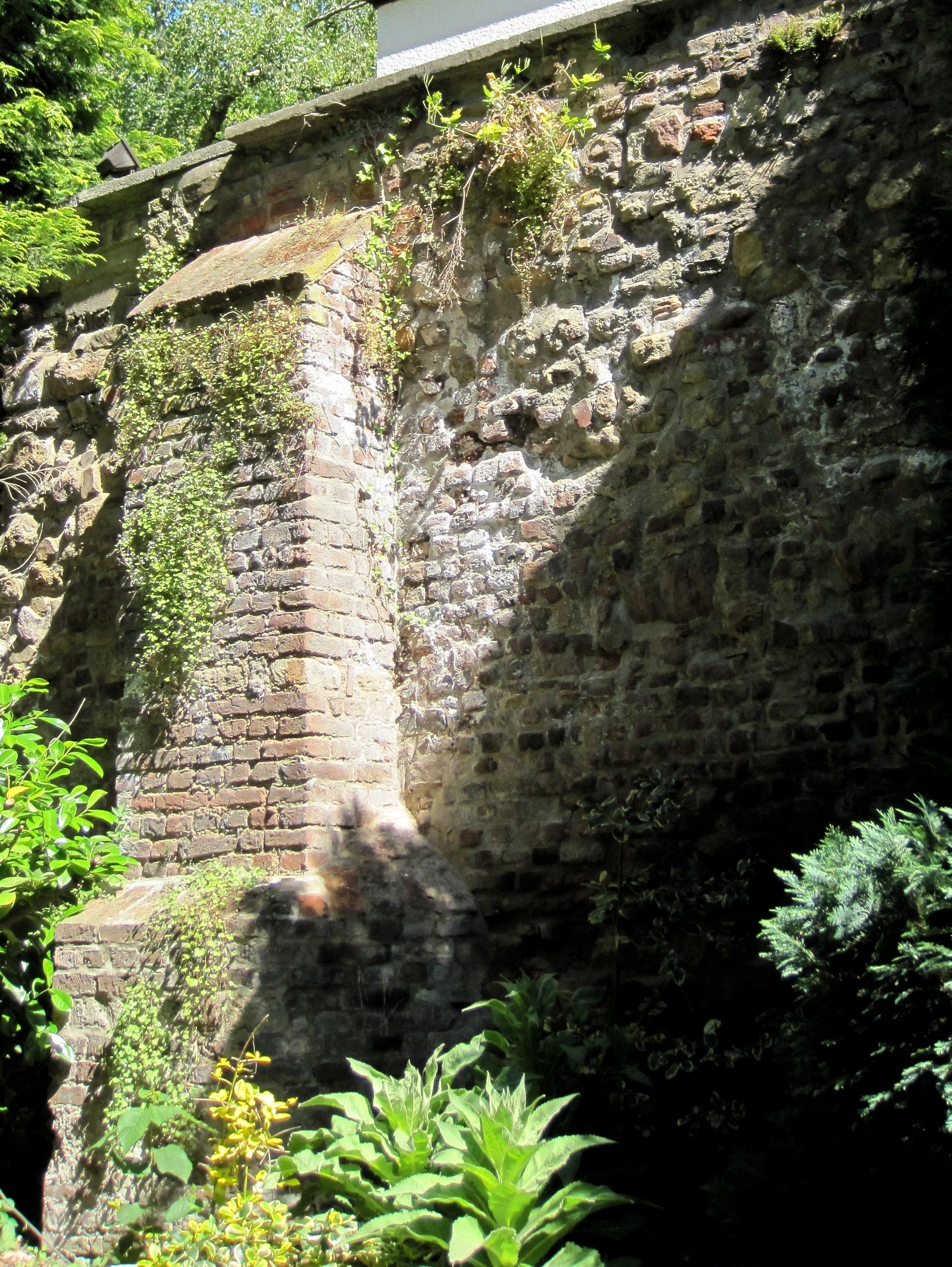
Stadtmauer mit Stützpfeiler Klosterstraße/Auf dem Graben
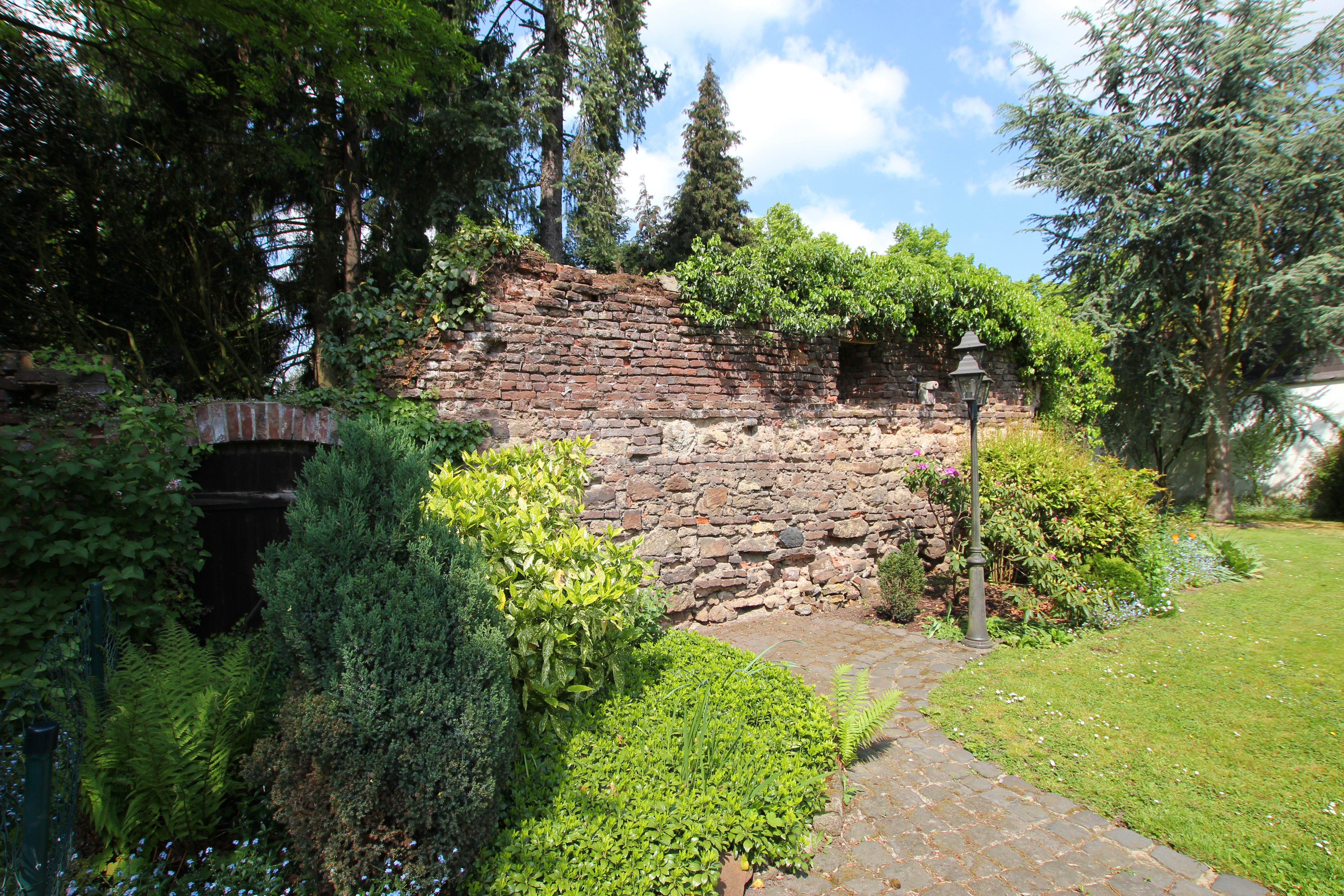
Melchiorstraße, westliche Mauer
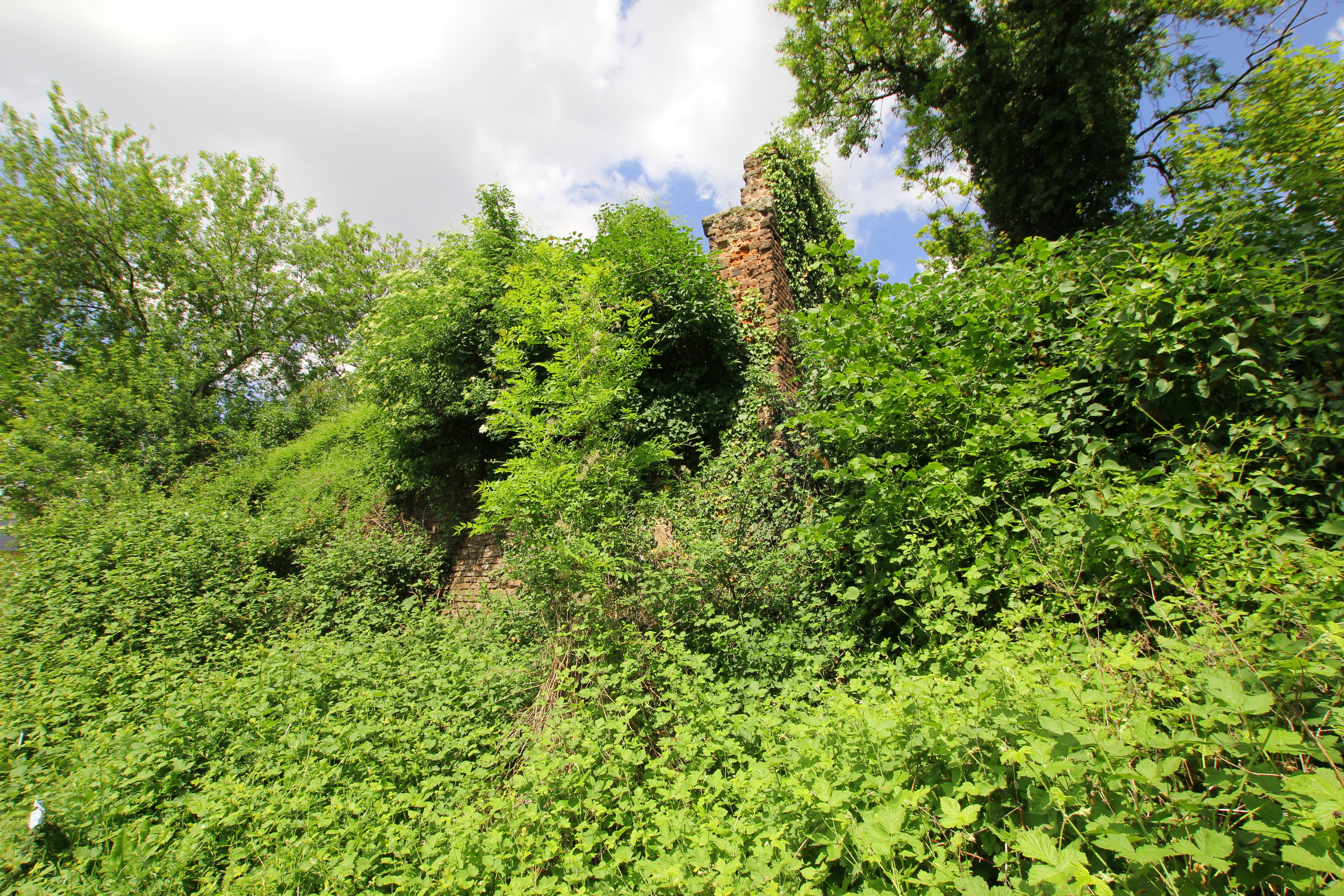
Stadtmauerrest der Verbindung zur Schlossmauer

### Wassergräben

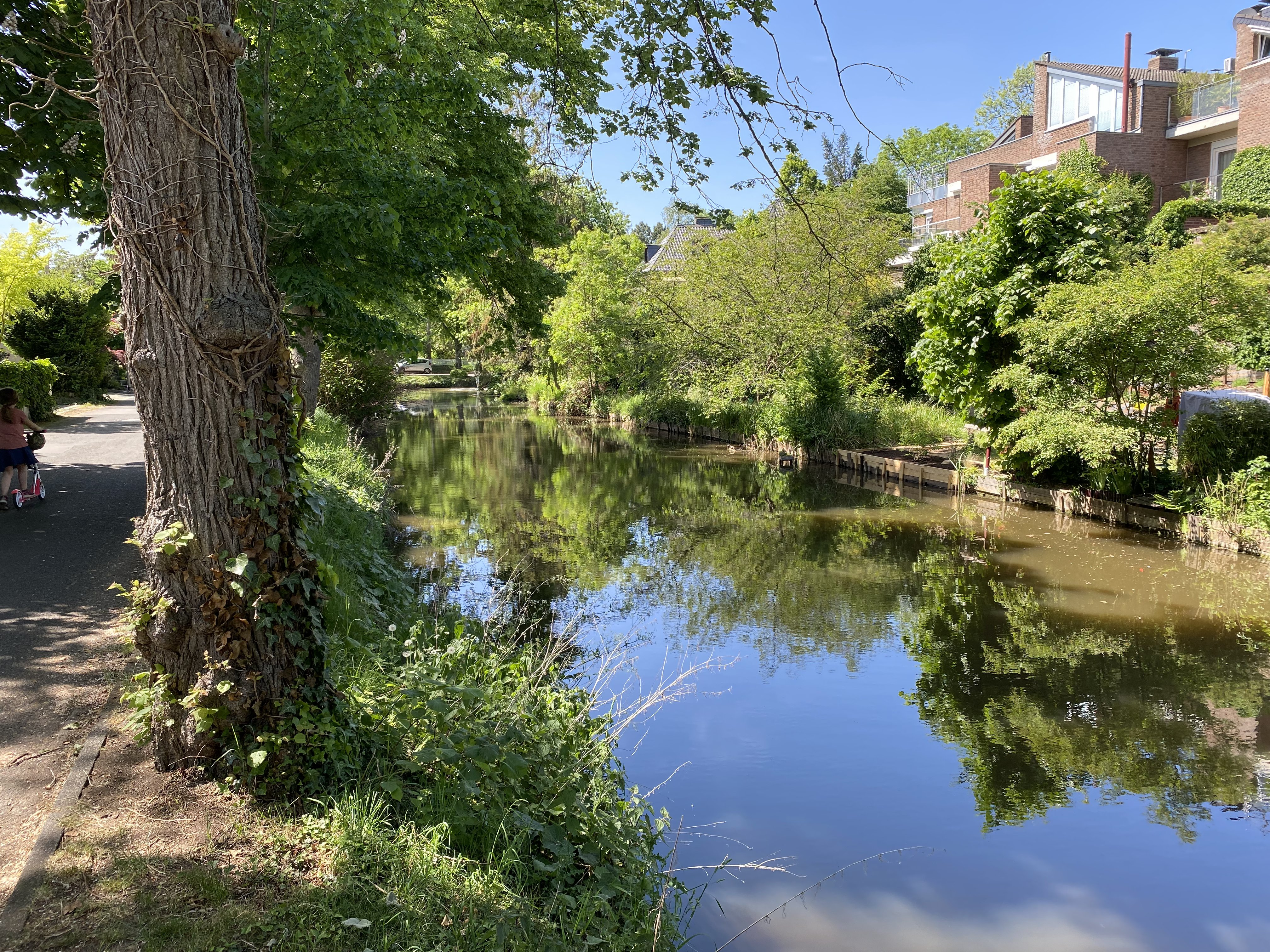
Südwestlicher Stadtweiher im Bereich der Straße „Auf dem Graben“

Die Wassergräben umschließen noch heute die südliche Stadthälfte vom Bonner- bis zum Herriger Tor sowie einen Teil des Schlosses. An der Nordwestseite, am Weltersmühlenweg, sind lediglich trockengelegten Wassergräben im Gelände erhalten und lassen so den ehemaligen Verlauf des Grabensystems erkennen. Die auch „Stadtweiher“ genannten Wassergräben sind wie in früherer Zeit durch eine Rohrleitung mit dem Mühlenbach verbunden und haben einen Abfluss in den Rotbach. Der „Schlossweiher“ wird wie bisher durch Rohre aus dem Stadtgraben gespeist.

### Herriger Tor

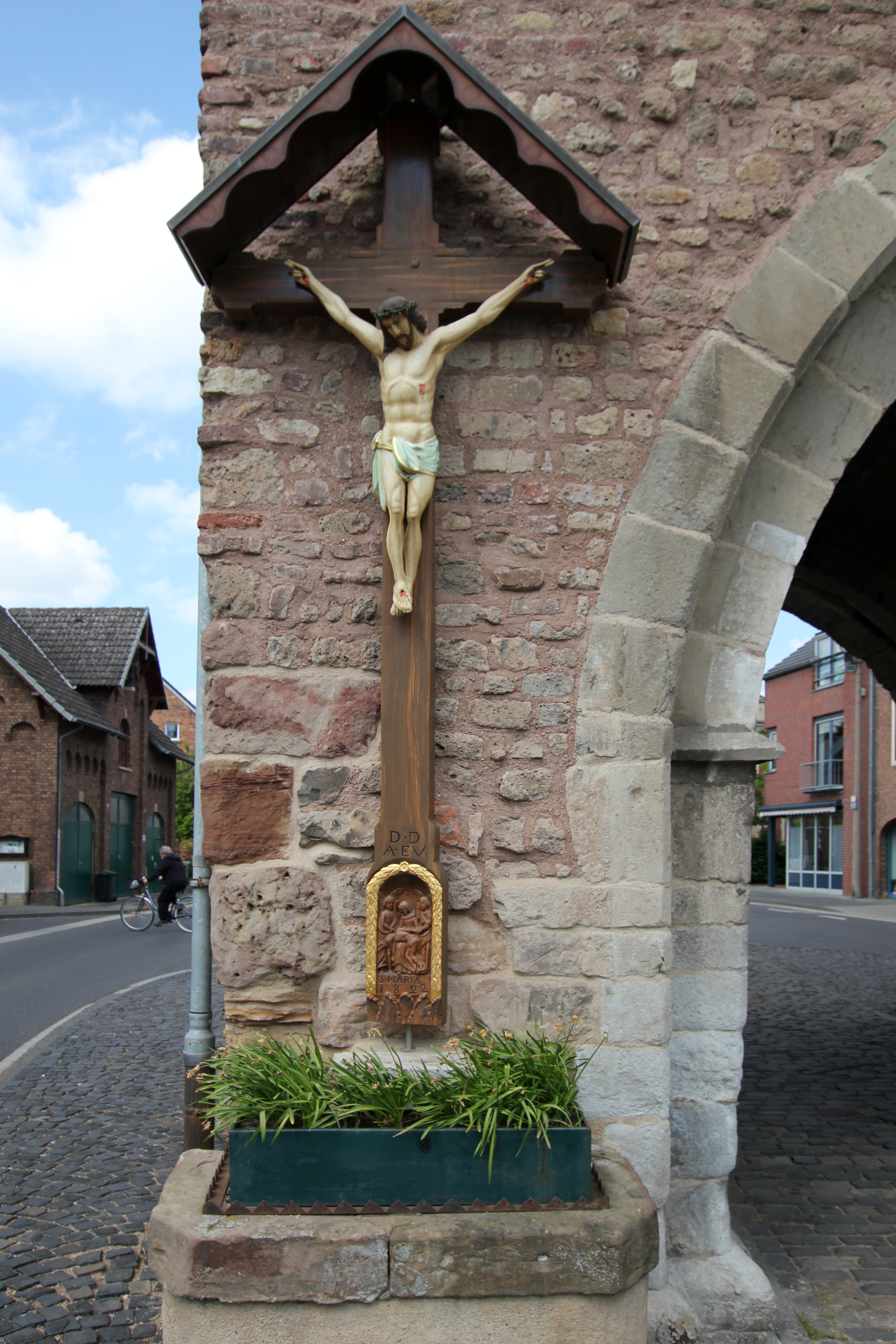
Wegekreuz

Auffallend sind seit Zwirners Neugestaltung die neugotischen Treppengiebel. Wie beim Bonner Tor sind die Rillen des Fallgitters im äußeren Torbogen erhalten. Das Kreuzgratgewölbe der Torhalle blieb in unverputztem Zustand. Nach dem Abbruch der angrenzenden Häuser im Jahr 1965 liegt das funktionslose Tor auf einer Verkehrsinsel. Das Tor hatte seinen Zugang zu den Obergeschossen durch sein Nachbarhaus und ist nun nur noch über eine Leiter zugängig. Die durch die Freilegung des Tores sichtbar gewordene Türöffnung im zweiten Stockwerk der nördlichen Seite legte wohl auch den unter ihr ins Mauerwerk eingelassenen Kragstein frei, der möglicherweise die Konsole zur Halterung eines Treppenaufganges war und so Tor und Wehrgang der Mauer verband. Er könnte von Zwirner an seinem Platz belassen worden sein, um an die Gegebenheiten der ehemaligen Stadtbefestigung Lechenich zu erinnern.
An Stelle des von Clemen genannten Steinkreuzes neben dem stadtseitigen Tordurchgang ist ein Holzkreuz aus dem Jahre 1822 getreten. Die Darstellung der Pietà in seinem Sockelbereich und die bisher nicht entschlüsselten Buchstaben D.D.A.E.V. wurden übernommen.

### Bonner Tor
An den unterschiedlichen Baumaterialien sind Ausbesserungen und Höhe des Wiederaufbaus zu ersehen. Im äußeren Bogen der ehemaligen Durchfahrt ist die Nut des Fallgitters noch vorhanden, ebenso das verputzte Kreuzgratgewölbe. An der Stadtseite sind die von Clemen genannten beiden Kragsteine zur Halterung der hölzernen Torflügel verschwunden, lediglich die Löcher ihrer Verankerung sind sichtbar. Hinter einem vergitterten Glasfenster in der Tornische befindet sich heute eine Skulptur des Erzbischofs Siegfried von Westerburg mit einer Schriftrolle, die ein Hinweis auf die Urkunde über die Verleihung der Stadtrechte Lechenichs darstellen soll. Die Figur ersetzte die zur Zeit von Clemen noch vorhandene und angeführte Skulpturengruppe einer „Anna selbdritt“ aus dem 15. Jahrhundert, die bis 1960 dort stand und sich heute in der Pfarrkirche St. Kilian befindet.
Die Räume in den Obergeschossen des heute als Weinlokal genutzten Tores, haben ihrem mittelalterlichen Charakter erhalten. Einige der Türen sind mit Riegel und Schauklappen versehen und erinnern so an die frühere Nutzung der Räume als Gefängniszellen.
Alle mittelalterlichen Bau- und Bodenreste Lechenichs wurden im Rahmen des gesetzlichen Denkmalschutzes erfasst, geschützt und in einer Liste der Stadt Erftstadt veröffentlicht.